# Staszów
Staszów – miasto w woj. świętokrzyskim, w powiecie staszowskim, siedziba gminy miejsko-wiejskiej Staszów. Przez miasto przepływają rzeki Czarna Staszowska i Desta. Według danych z 2023 Staszów liczył 13 680 mieszkańców.
Miasto stanowi centrum administracyjne powiatu staszowskiego – mieszczą się w nim m.in. starostwo, sąd rejonowy, prokuratura rejonowa, Komenda Powiatowa Policji i Komenda Powiatowa Państwowej Straży Pożarnej.
Miasto zajmuje powierzchnię 26,88 km² (1 stycznia 2010).
Prywatne miasto szlacheckie lokowane w 1525 roku, położone było w drugiej połowie XVI wieku w powiecie sandomierskim w województwie sandomierskim. Hieronim Łaski będąc właścicielem Staszowa wystarał się o prawa miejskie dla niego, dlatego też jego herb szlachecki Korab jest znakiem graficznym miasta. Po uzyskaniu praw miejskich Staszów wielokrotnie zmieniał właścicieli, aż w październiku 1866 r. przestał być miastem prywatnym.

## Położenie
Staszów położony jest w odległości 54 km od Kielc, 120 km od Krakowa i ok. 100 km od Rzeszowa. Miasto leży w centrum obszaru nazywanego Ziemią Staszowską, położonego między 20°43′ i 21°34′ długości geograficznej wschodniej a 50°22′ i 50°44′ szerokości geograficznej północnej.
Tereny staszowskie wchodzą w skład Niecki Nidziańskiej (Niecka Połaniecka) i obejmują południowo-wschodnią część Pasma Wygiełzowskiego Gór Świętokrzyskich.
Historycznie Staszów leżał na Ziemi sandomierskiej, która po zjednoczeniu Polski została przekształcona w województwo sandomierskie (1314–1795). W 1795 r. miasto znalazło się w zaborze austriackim w granicach cyrkułu radomskiego (1796–1809). Po przyłączeniu Staszowa na mocy traktatu w Schönbrunnie w 1809 r. do Księstwa Warszawskiego, stał się on stolicą powiatu w departamencie radomskim (1809–1816). Na terenie powiatu znajdowało się wówczas 215 miejscowości. Rok po Kongresie wiedeńskim, na mocy którego Staszów formalnie znalazł się w Królestwie Polskim, wprowadzono reformę administracyjną i miasto weszło w skład województwa sandomierskiego ze stolicą w Radomiu (1816–1837). W 1837 r. w wyniku zmiany nazw województw na gubernie Staszów znalazł się w guberni sandomierskiej (1837–1844). W 1844 r. na mocy ukazu cara Mikołaja I Romanowa powiat staszowski został zniesiony, a miasto trafiło do powiatu sandomierskiego w guberni radomskiej (1844–1917).
W 1918 r., po odzyskaniu przez Polskę niepodległości, Staszów znalazł się w województwie kieleckim i powiecie sandomierskim (1918–1939). Po rozpoczęciu II wojny światowej i zajęciu terenów Polski przez wojska niemieckie, Staszów leżał w granicach powiatu opatowskiego w dystrykcie radomskim Generalnego Gubernatorstwa (1939–1945).
Po zakończeniu wojny, w 1945 r., miasto ponownie trafiło do województwa kieleckiego (1945–1975). Równocześnie przydzielono je do powiatu sandomierskiego, ale w 1954 r. władze zdecydowały o ponownym utworzeniu powiatu staszowskiego. Kiedy w 1974 r. zlikwidowano powiaty, Staszów trafił do nowo utworzonego województwa tarnobrzeskiego (1975–1998). Po kolejnej reformie administracyjnej Staszów po raz trzeci stał się siedzibą powiatu i znalazł się w województwie świętokrzyskim (od 1999).

## Warunki naturalne

### Flora i fauna
Według danych z 2009 r. lesistość Staszowa wynosi 36,4%, podczas gdy dla kraju jest to 29%. Miasto otaczają lasy iglaste i mieszane. Przeważają bory sosnowe, w których dominuje sosna, z domieszką buków, brzóz i grabów. Występują ponadto jodły, świerki, osiki i dęby. Na bogatą roślinność krzewiastą lasów składają się: leszczyna pospolita, czeremcha zwyczajna, jarząb pospolity, kruszyna pospolita.
W okolicznych lasach rośnie m.in.: borówka brusznica, miodunka ćma, zawilec żółty, zawilec gajowy, zdrojówka rutewkowata, konwalijka dwulistna i wrzos zwyczajny. Występuje także kilka gatunków rzadkich roślin, objętych w Polsce ochroną, m.in.: kopytnik pospolity, przylaszczka pospolita, czosnek niedźwiedzi, konwalia majowa, bagno zwyczajne, goździk piaskowy, widłak goździsty i wawrzynek wilczełyko.
W lasach i na polach otaczających miasto żyją dziki, kuny, sarny, jelenie, lisy i zające. Czasem można spotkać łosie. Na okolicznych polach żyją dzikie króliki, kuropatwy lub bażanty. Do najliczniejszych ptaków należą wróble, wrony, gawrony, kruki, wilgi, skowronki, dzięcioły, jemiołuszki, jaskółki, jastrzębie, bociany i czaple.
Na północy Staszowa, gdzie Czarna Staszowska płynie naturalnym korytem, od 2003 r. coraz częściej goszczą bobry. Na obydwu brzegach rzeki widoczne są ślady ich bytności.

### Wody powierzchniowe

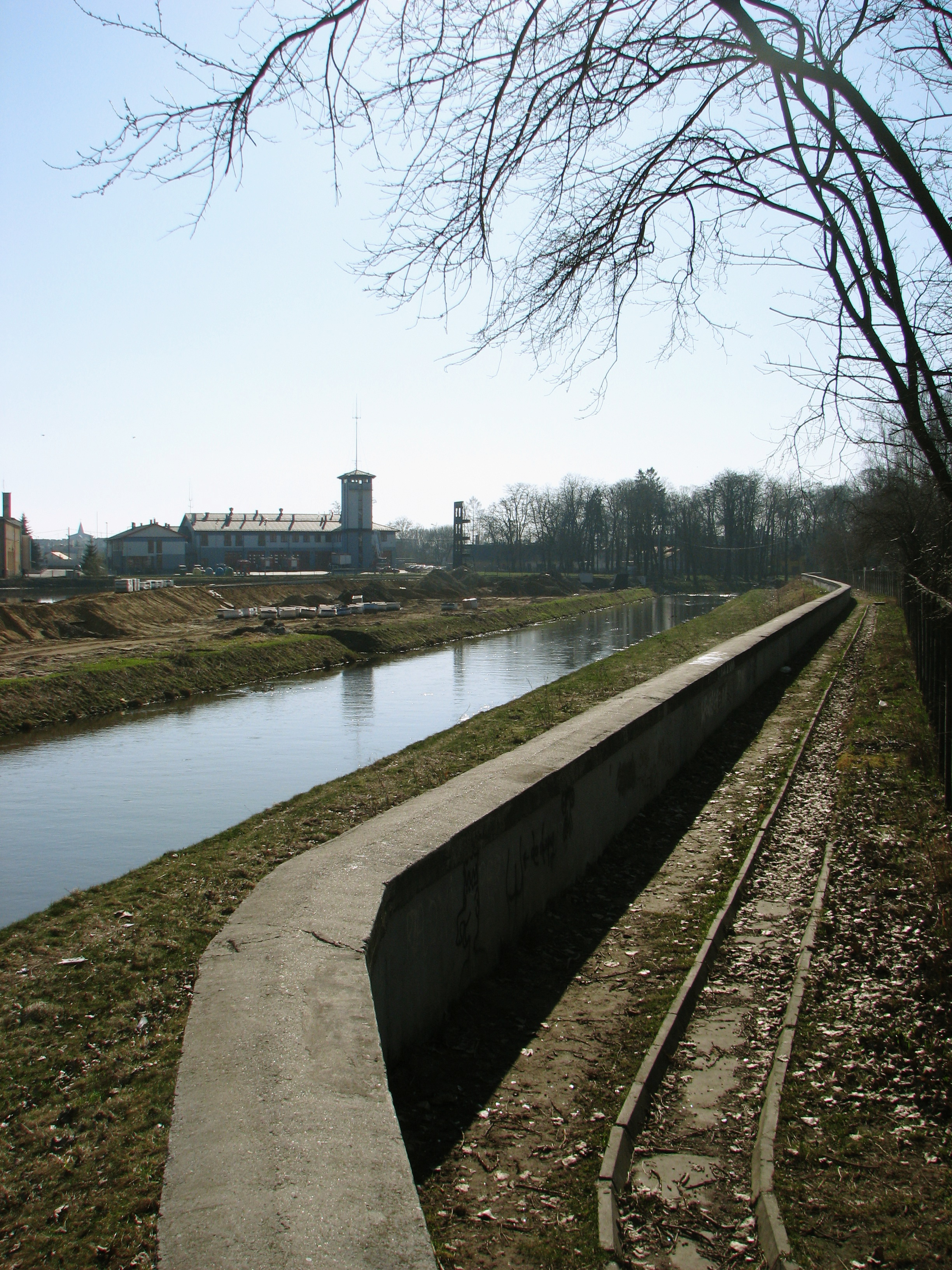
Uregulowane koryto rzeki w obrębie Staszowa, z wałem i murem przeciwpowodziowym od strony os. Oględowska

Staszów leży na terenie dorzecza rzeki Czarnej Staszowskiej, wypływającej z Gór Świętokrzyskich i wpadającej do Wisły. Jest to najdłuższa rzeka powiatu staszowskiego. W obrębie miasta do rzeki uchodzi struga Desta, będąca jej lewobrzeżnym dopływem.
W pobliżu Staszowa brzegi rzeki Czarnej obniżają się. Ze względu na częste zagrożenia powodzią jej koryto w obrębie miasta poddano regulacji (lata 2004–2008).
Oprócz naturalnych cieków przez miasto przepływa także kanał młyński. Kanał bierze wody z rzeki Czarnej Staszowskiej w okolicy Radzikowa, zaś jego ujście znajduje się na terenie osiedla Staszówek.

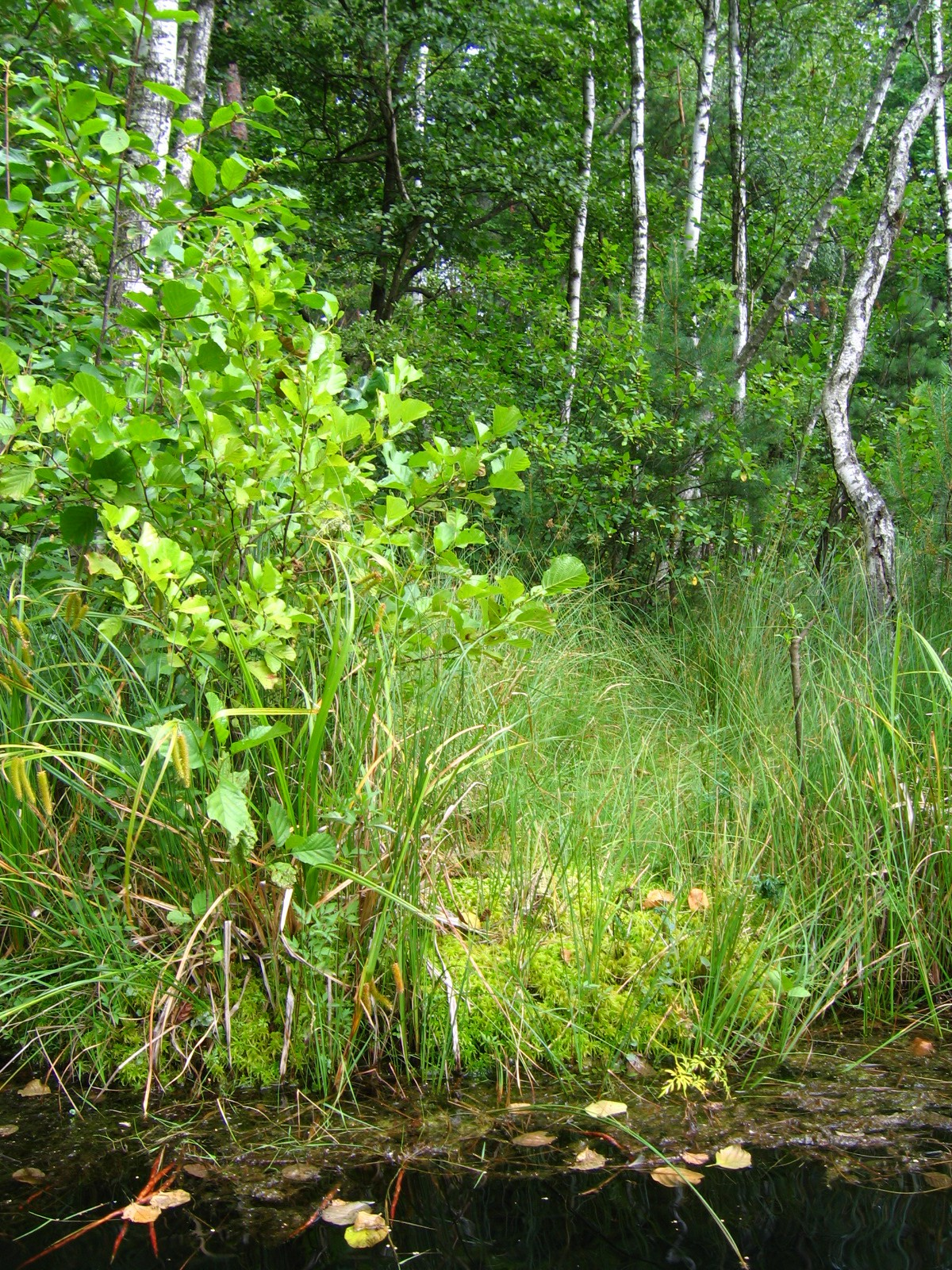
Las nad jeziorem Trzeci Staw w Golejowie

W Lasach Golejowskich, ok. 3 km od centrum Staszowa, znajduje się kompleks jezior i oczek wodnych. Kilkadziesiąt jeziorek ma łączną powierzchnię ok. 65 ha. Według innych źródeł jest ich ponad 100. Niektóre zbiorniki połączone są kanałami.
Publikacje geologiczne wskazują na zachodzenie w tym rejonie zjawiska krasu zakrytego, reprodukowanego w wyższej warstwie geologicznej, dość powszechnego w subregionie Niecki Nidziańskiej. Kras gipsowy pod osadami czwartorzędowymi (piaski i gliny) doprowadził do osiadania powierzchni terenu i powstania wielu zapadlisk, które obecnie wypełnione są wodą. Uważa się, że jeziorka są zbiornikami wtórnymi powstałymi w wyniku eksploatacji z lejów zapadliskowych złóż torfu.
Duży Staw, Drugi Staw, Trzeci Staw, Czwarty Staw i jezioro Torfy są pod oddziaływaniem roślinności zbiorowisk torfowisk niskich, podczas gdy jeziora Ciemne, Przeciwpożarowe, Odrodzone i Kacze są pod wpływem roślinności zbiorowisk torfowisk przejściowych. Jeziora Donica i Piąty Staw są pod wpływem roślinności zbiorowisk torfowisk wysokich.
Jeziora mają stosunkowo czystą wodę, z niewielką domieszką związków siarki, którym przypisuje się własności przeciwreumatyczne.

### Surowce mineralne
W trzeciorzędzie, gdy okolice Staszowa zalało morze, powstał na tym terenie wapień litotamniowy. W wodzie narastały rafy złożone z glonów, które po obumarciu uformowały skały wapienne. W obrębie miasta odsłonięte stanowisko wapienia litotamniowego znajduje się przy wylocie drogi wojewódzkiej nr 764 na Rytwiany, na zboczu doliny rzeki Czarnej Staszowskiej. Wapień leży warstwą o grubości 20–30 m. Ze względu na przerosty marglu i rozdrobnienie skała ta nie nadaje się do wykorzystania w budownictwie.

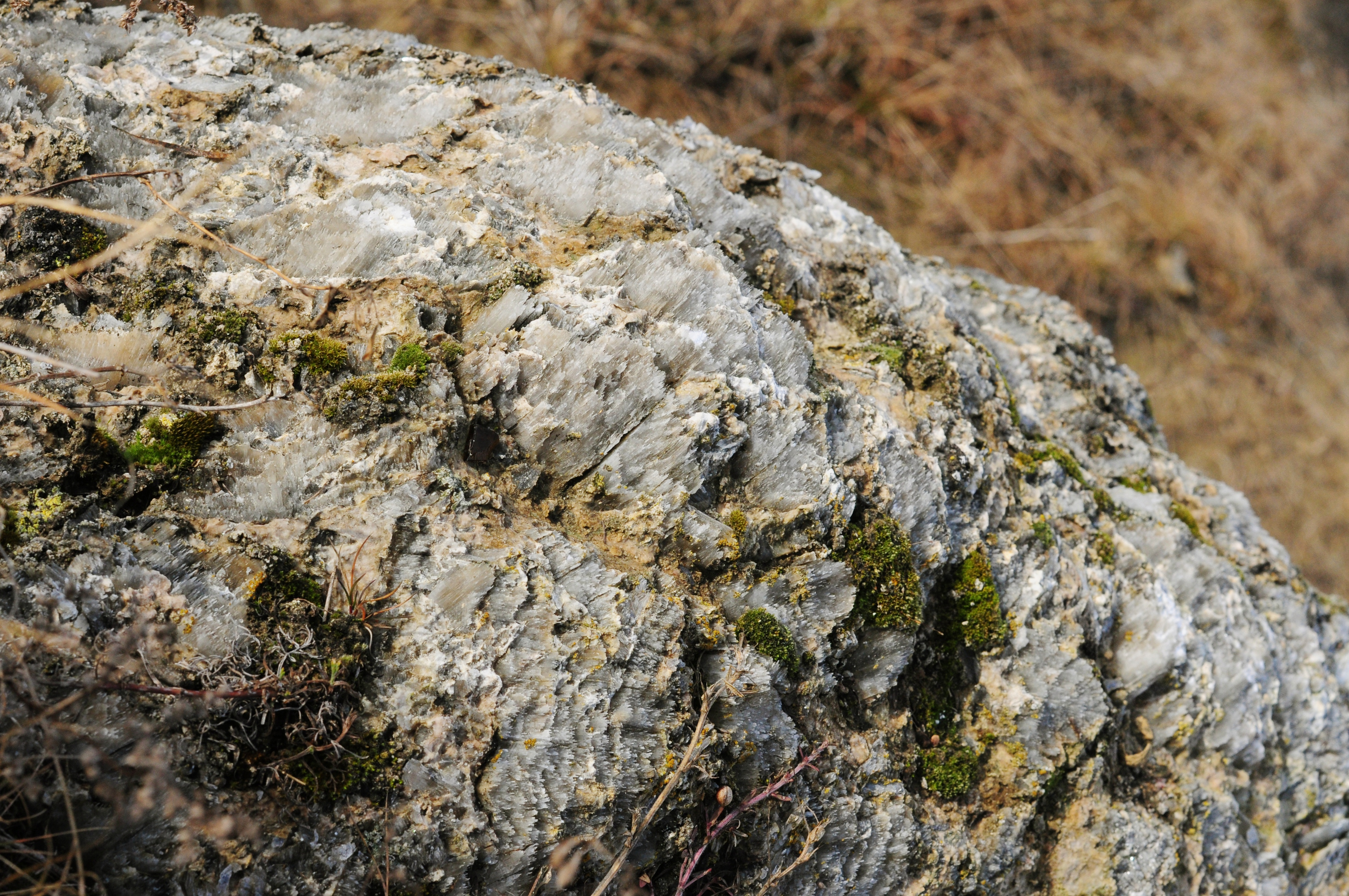
Skała gipsowa w zamkniętym kamieniołomie gipsu

Nad wapieniem znajdują się gipsy pozostawione przez morze wysychające po kolejnej transgresji. Skała gipsowa, na której leży Staszów ma grubość do 20 m(ok. 25 m). Spodnia warstwa skały jest grubokrystaliczna z kryształami ułożonymi w bliźniaczy „jaskółczy ogon” i stanowi najczystszy chemicznie gips. Wyżej przechodzi w gips drobnoziarnisty, a następnie w łupkowy ze znaczną domieszką węglanów. Pokłady gipsu były eksploatowane w XIX w. na potrzeby miejscowej gipsiarni. Wytwarzany gips palony stanowił surowiec budowlany. W latach 1754–1777 do Warszawy i Puław wywieziono 125 beczek gipsu. Kamieniołom wraz z gipsiarnią działały do II wojny światowej. W latach 1954–1957 produkowano jeszcze kamień gipsowy surowy, eksportowany następnie do krajów skandynawskich. Wyrobisko pozostałe z tamtych czasów znajduje się w północno-zachodniej części miasta, niedaleko drogi wojewódzkiej nr 764 (okolice Radzikowa).
Ostatnia transgresja w górnym miocenie spowodowała osadzenie się na południu od Staszowa iłów łupkowych (tzw. iłów krakowieckich). Warstwa iłów osiąga przy Staszowie grubość 200 m. Podczas pierwszego ochłodzenia czwartorzędowego rzeki płynące z Karpat naniosły na tereny staszowskie piaski i żwiry. W czasie zlodowacenia południowopolskiego nadszedł lodowiec i okolice miasta pokryła morena z gliny zwałowej podesłanej piaskiem. Podczas zlodowacenia środkowopolskiego Staszów leżał na polu sandrowym, a na północ od miasta (od Kopaniny po Raków) pozostały z tamtego okresu duże ilości piasków. Te osady czwartorzędu w dużym stopniu przykrywają skały z okresu miocenu, osiągając od kilku do kilkunastu metrów grubości, sporadycznie przekraczając 20 m.
Na glinach mioceńskich bazowało kiedyś staropolskie garncarstwo. Przypuszcza się, że gliny te wykorzystywano także w XVIII w. do wyrobu staszowskich fajek. Do 1914 r. z glin kopanych w pobliskich Brzezinach korzystali staszowscy garncarze.

### Warunki klimatyczne
Staszów leży na terenie o klimacie przejściowym między surowszym klimatem Gór Świętokrzyskich a łagodniejszym Kotliny Sandomierskiej. Charakteryzuje się mroźnymi zimami, gorącym latem i ciepłą, długą jesienią.
Średnia temperatura w styczniu wynosi −3 °C, w lipcu 17–18,3 °C, a średnia roczna 7–8 °C. Okolice Staszowa znajdują się w tzw. cieniu opadowym Gór Świętokrzyskich i średnie roczne opady wynoszą około 570 mm.
Przeważają wiatry zachodnie i południowo-zachodnie.

## Historia
Kolejnymi właścicielami Staszowa byli: Stasz Kmiotko, Piotr Bogoria Skotnicki, Dorota Tarnowska, arcybiskup gnieźnieński Mikołaj Kurowski, arcybiskup Wojciech Jastrzębiec, Jan Rytwiański, Mikołaj Kurozwęcki, Anna Kurozwęcka, od 1519 roku małżonka Hieronima Łaskiego. Za Hieronima Łaskiego Staszów uzyskał prawa miejskie, potem jeszcze wielokrotnie zmieniał właścicieli. W 1629 roku właścicielem miasta w powiecie sandomierskim województwa sandomierskiego był Jan Magnus Tęczyński. W październiku 1866 r. przestał być miastem prywatnym.

### Kalendarium
Najstarsza wzmianka pisana o Staszowie pochodzi z 1241 r. Poniższe kalendarium uwzględnia ważniejsze wydarzenia w życiu miasta począwszy od tamtego roku .
- 1241 – pierwsze wzmianki o Staszowie, dotyczyły najazdu Tatarów na Polskę, kiedy spalona została wieś Staszów i znajdujący się w niej drewniany kościół parafialny.
- 1345 – wybudowanie i konsekracja murowanego kościoła św. Bartłomieja ufundowanego przez wdowę po wojewodzie łęczyckim.
- ok. 1440 – wieś Staszów opisana i wymieniana wielokrotnie w dziele Liber Beneficiorum Dioecesis Cracoviensis Jana Długosza.
- 11 kwietnia 1525 – uzyskanie przywileju przez Hieronima Łaskiego na odbywanie jarmarków w mieście Staszowie 3 razy w roku. Łaskiego uważa się za założyciela miasta, które powstało na wzór miast zakładanych na prawie magdeburskim z zaplanowanym rynkiem, ratuszem pośrodku i prostopadle odchodzącymi ulicami.
- 1526 styczeń – ustanowienie cotygodniowych targów w czwartki.
- 1555 – założenie cechu tkackiego.
- ok. 1580 – założenie zboru braci polskich.
- początek XVII w. – Staszów stał się własnością Tęczyńskich.
- 1621 – zatwierdzenie przez Jana Tęczyńskiego cechu kuśnierzy, krawców, czapników.
- 1625 – założenie przez Katarzynę Tęczyńską szkoły przy kościele, która funkcjonowała do XIX w. Ufundowanie kaplicy Matki Bożej Różańcowej przy kościele św. Bartłomieja.
- ok. 1641 – Staszów stał się własnością Opalińskich.
- 1656 – Staszów, Połaniec i okoliczne wsie dotknęła epidemia dżumy.
- II poł. XVII w. – założenie szabelni wytwarzającej szable „staszówki”, będące przykładem szabel określanych nazwą „janówki”, o bogatej ornamentyce, używane m.in. przez wojska Jana Sobieskiego pod Wiedniem.
- 1695 – konsekracja kościoła Św. Ducha na miejscu zboru skazanych na banicję braci polskich.
- 1705 – kolejna epidemia w Staszowie.
- 1709 – zniszczenie miasta przez wojska szwedzkie, Staszów był wówczas własnością Elżbiety Sieniawskiej z Lubomirskich.
- 1718 – rozpoczęcie budowy ratusza (kramnic).
- 2 maja 1718 – zezwolenie Żydom przez Elżbietę Sieniawską na osiedlenie się w Staszowie i wybudowanie bożnicy.
- 1731 – Staszów stał się własnością Czartoryskich.
- 1732–1738 – August Czartoryski skończył budowę ratusza z wieżą zegarową, w którym siedzibę miały władze miasta i znajdowały się pomieszczenia handlowe. Wybrukowano także rynek i główne ulice miasta.
- 1751–1757 – wybudowano 27 murowanych kamienic wokół rynku.
- 1766 – założenie pierwszej manufaktury sukienniczej.
- 7 maja 1794 – potyczka wojsk powstańczych z Rosjanami pod Staszowem w czasie ogłaszania przez Tadeusza Kościuszkę uniwersału pod Połańcem.
- 1795 – na skutek trzeciego rozbioru Polski Staszów trafił do zaboru austriackiego – Galicji Zachodniej.
- 1809 – w wyniku wojny z Austrią miasto znalazło się w granicach Księstwa Warszawskiego i po raz pierwszy zostało miastem powiatowym w departamencie radomskim.
- początek XIX w. – wybudowanie cerkwi przy ulicy Krakowskiej w stylu neobizantyjskim.
- 1815–1841 – Staszów został miastem powiatowym w województwie sandomierskim.
- 1821 – rozpoczęcie produkcji glinianych fajek, tzw. stambułek.
- 12 kwietnia 1823 – Staszów stał się własnością Artura Potockiego, wnuka Elżbiety Lubomirskiej.
- 1831
  - organizowanie polskich sił zbrojnych w czasie powstania listopadowego, formowanie Legii Nadwiślańskiej.
  - epidemia cholery w Staszowie.
- 1832 – właścicielem miasta został Adam Potocki.
- 1842 – otwarcie szkoły elementarnej dla dziewcząt.
- 1846 – wybudowanie kanału, łączącego rzeki: Czarną i Destę[21]
- 1848 – właściciel miasta hr. Adam Potocki zniósł pańszczyznę i oczynszował włościan.

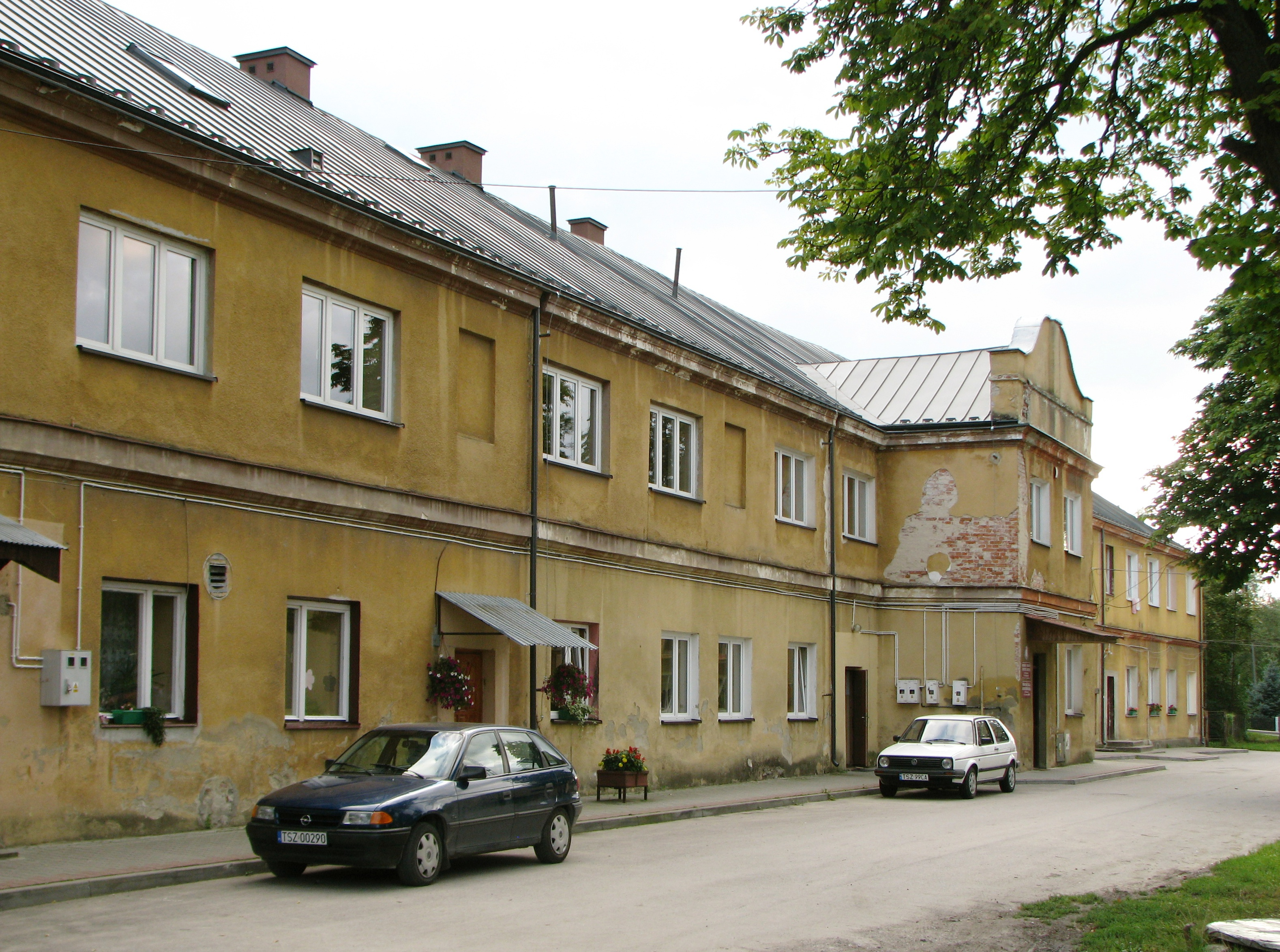
Budynek dawnego szpitala św. Adama z 1851 roku

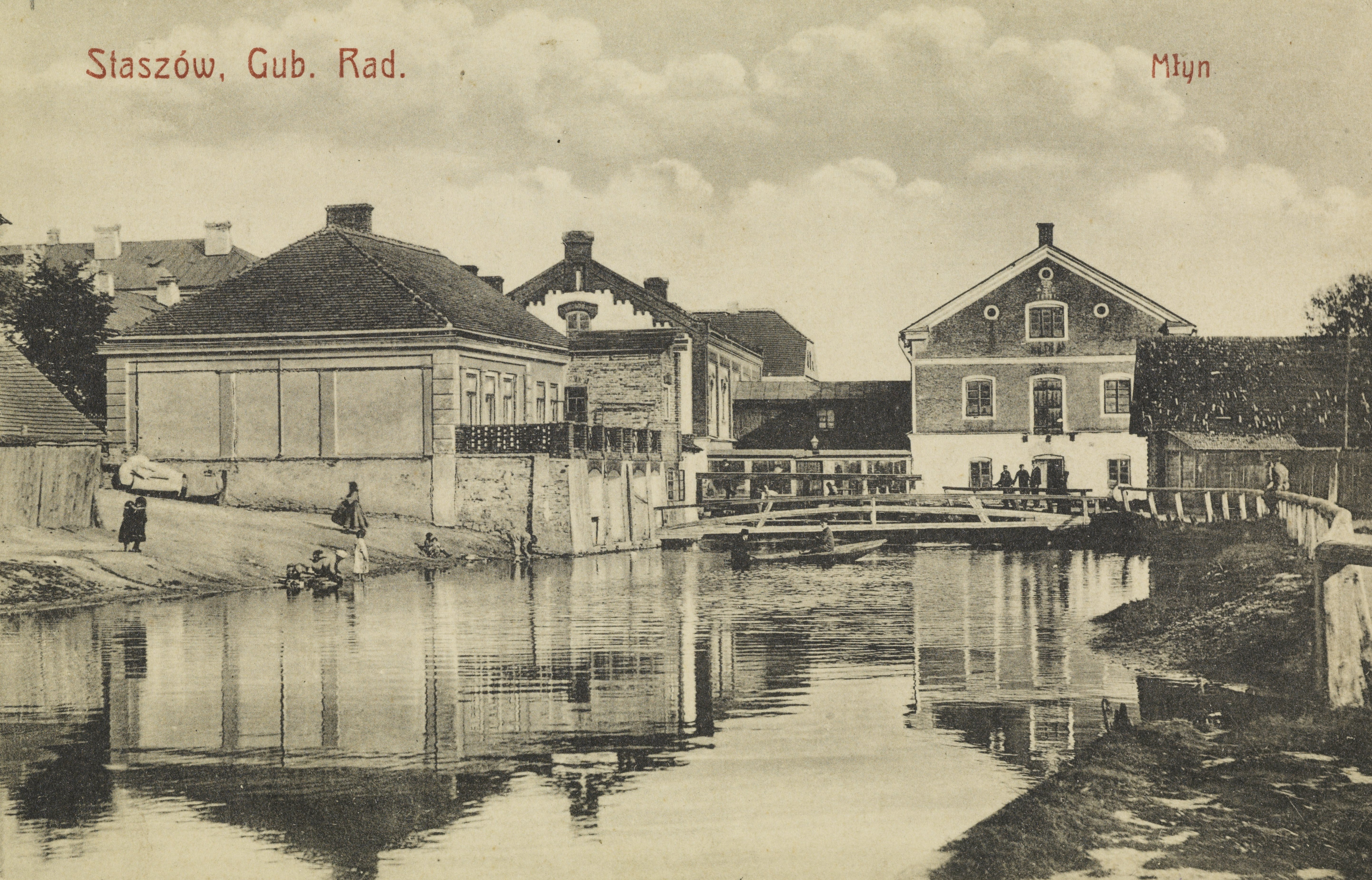
Młyn, około 1910–1918

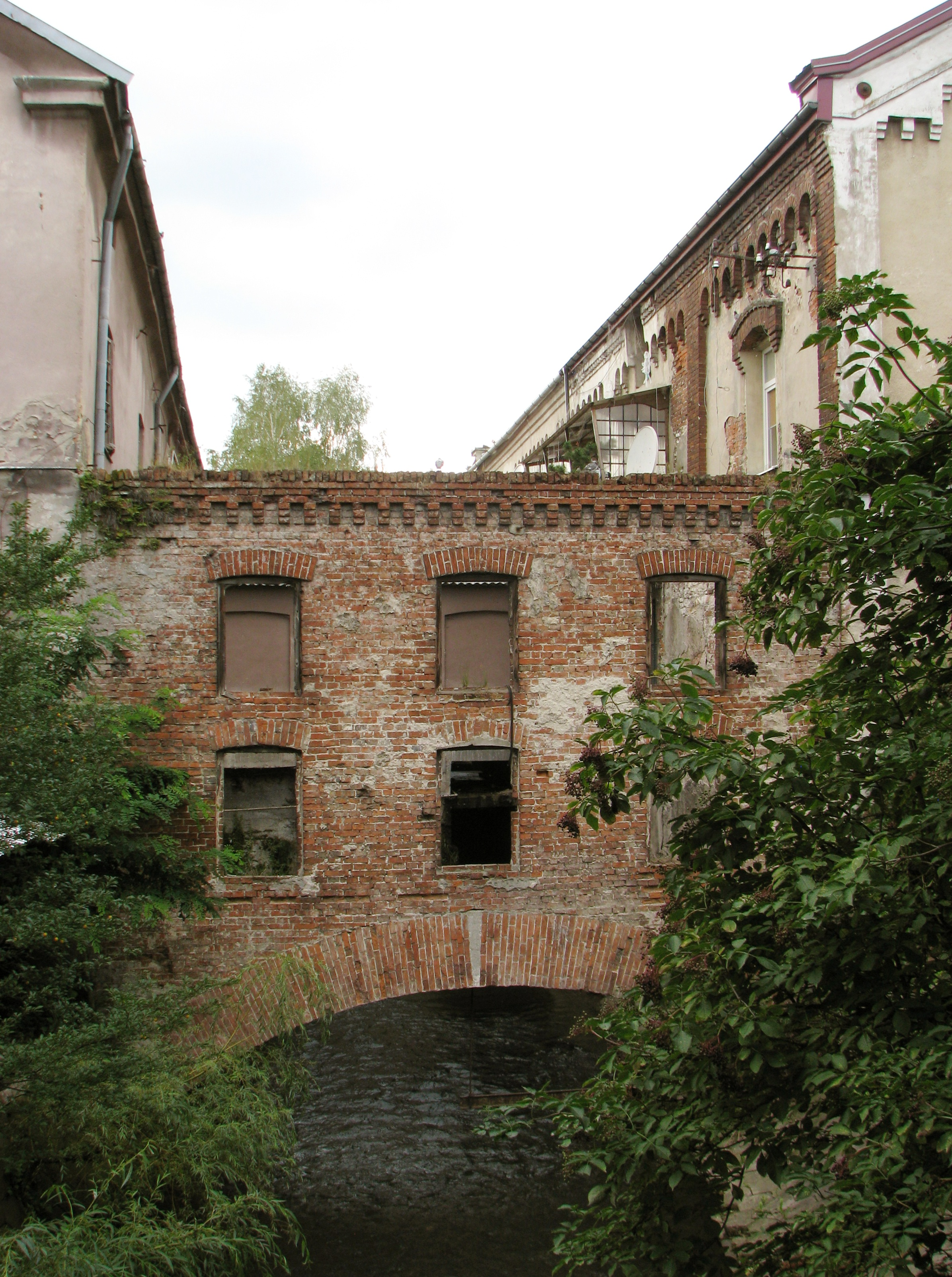
Kanał młyński i zespół dawnego młyna wodnego z 1899 roku – widok od strony ul. Krakowskiej (2012 r.)

- 1851 – otworzony został szpital św. Adama z kilkudziesięcioma łóżkami, do którego w 1899 roku sprowadzono siostry szarytki.
- 1863 – bitwa pod Staszowem podczas powstania styczniowego, powstańcy pokonali Rosjan.
- 1866
  - założenie parku miejskiego wzdłuż brzegu rzeki Czarnej.
  - 28 października – na mocy carskiego dekretu o uwłaszczaniu miast Staszów przestał być prywatną własnością.
- koniec XIX w. – zlokalizowano w mieście mały garnizon wojskowy złożony z 800 żołnierzy rosyjskich.
- 1893 – epidemia cholery w Staszowie.
- 1899 – oddano do użytku browar, dwa młyny wodne, fabrykę papieru i dwie fabryki sody.
- 1902 – założenie Ochotniczej Straży Pożarnej.
- 1906 – likwidacja fabryki powozów.
- 1908 – wybudowanie cerkwi przy ulicy Krakowskiej (w jej miejscu wybudowano w XX w. budynek kina „Syrena”).
- 1912 – powstał amatorski chór „Lutnia”.
- 1914
  - 19–23 sierpnia – po wybuchu I wojny światowej Staszów znalazł się pod władzą węgierską.
  - 15 września – miasto przejęte przez Rosjan.
  - 2 października – 1 listopada – zajęcie miasta przez wojska austriackie.
- 1915
  - 15 maja – miasto ponownie zajęte przez wojska austriackie gen. Dankla.
  - grudzień – Austriacy rozpoczęli budowę kolejki wąskotorowej na trasie Bogoria – Staszów – Jędrzejów, ukończoną w 1917 r.
- 20 marca 1917 – Eugeniusz Saski uruchomił pierwsze w mieście kino.
- 1918
  - założenie Gimnazjum Koedukacyjnego, funkcjonują wówczas także dwie szkoły powszechne, męska i żeńska.
  - listopad – po zakończeniu I wojny światowej Staszów przydzielony został do powiatu sandomierskiego w województwie kieleckim.
- 1919 – pierwszy raz po odzyskaniu niepodległości wybrano radę miejską.
- 1930 – założenie teatru amatorskiego „Fredreum” przez J. Raźnego; liczba mieszkańców przekroczyła 10000 (55% stanowiła ludność żydowska).
  - 12 stycznia – w mieście zorganizowano antyrządowy wiec ludowy z udziałem Wincentego Witosa. W czasie wiecu Wincenty Witos skrytykował marszałka Józefa Piłsudskiego za dążenie do hegemoni a premiera Kazimierza Świtalskiego za rozrzutność.
- 1939–1944 – gwałtowny spadek liczby mieszkańców spowodowany wymordowaniem przez niemieckich okupantów ludności żydowskiej, stanowiącej przed II wojną światową ok. 55% ludności miasta. W czasie wojny działały w okolicach oddziały partyzanckie „Jędrusiów”, AK i BCh.
- 1942 – zagłada gminy żydowskiej. Z blisko 5000 Żydów – 1000 zginęło podczas marszu, pozostali – w obozie.
- sierpień 1944 – zajęcie Staszowa przez Armię Czerwoną, ustalenie linii frontu w okolicach Staszowa, w bombardowaniu lotniczym zniszczeniu uległo 80% zabudowy miasta, w tym zabytkowy kościół Ducha Świętego w Staszowie.
- styczeń 1945 – zajęcie ziemi staszowskiej podczas styczniowej ofensywy przez Armię Czerwoną.
- 1945 – powstanie koła sportowego Przyczółek.
- listopad 1946 – elektryfikacja Staszowa.
- 1954 – Staszów ponownie został miastem powiatowym.
- 1970 – rozwój miasta związany z odkryciem złóż siarki w Grzybowie k. Staszowa.
- 1971 – budowa elektrowni w Połańcu wpłynęła stymulująco na rozwój miasta.
- 1975 – zmiana podziału administracyjnego, w wyniku którego Staszów jako miasto i gmina przeszedł do województwa tarnobrzeskiego.
- listopad 1980 – powołanie Tymczasowej Komisji Koordynacyjnej „Ziemia Staszowska” NSZZ „Solidarność” pod przewodnictwem Józefa Małobęckiego – koordynująca działania Komisji Zakładowych NSZZ „Solidarność” na terenie miasta i okolic.
- 13 grudnia 1981 – w dniu ogłoszenia stanu wojennego aresztowani zostali staszowscy działacze NSZZ „Solidarność”: Józef Małobęcki, Andrzej Ptak, Bolesław Kozłowski, Zygmunt Bratkowski.
- 1982 – zatrzymanie i skazanie na kary pozbawienia wolności od trzech do czterech lat czterech uczniów technikum mechanicznego, którzy wykonali i rozwiesili na rynku rysunki nawiązujące m.in. do internowania działaczy związkowych oraz rozbiorów Polski, skazanych objęła później amnestia[22].
- 1 marca 1997 – pojawiła się pierwsza strona WWW o Staszowie[23].
- 1 stycznia 1999 – wprowadzono nowy podział administracyjny kraju, w wyniku którego Staszów stał się miastem powiatowym, należącym do województwa świętokrzyskiego.

### Wojsko

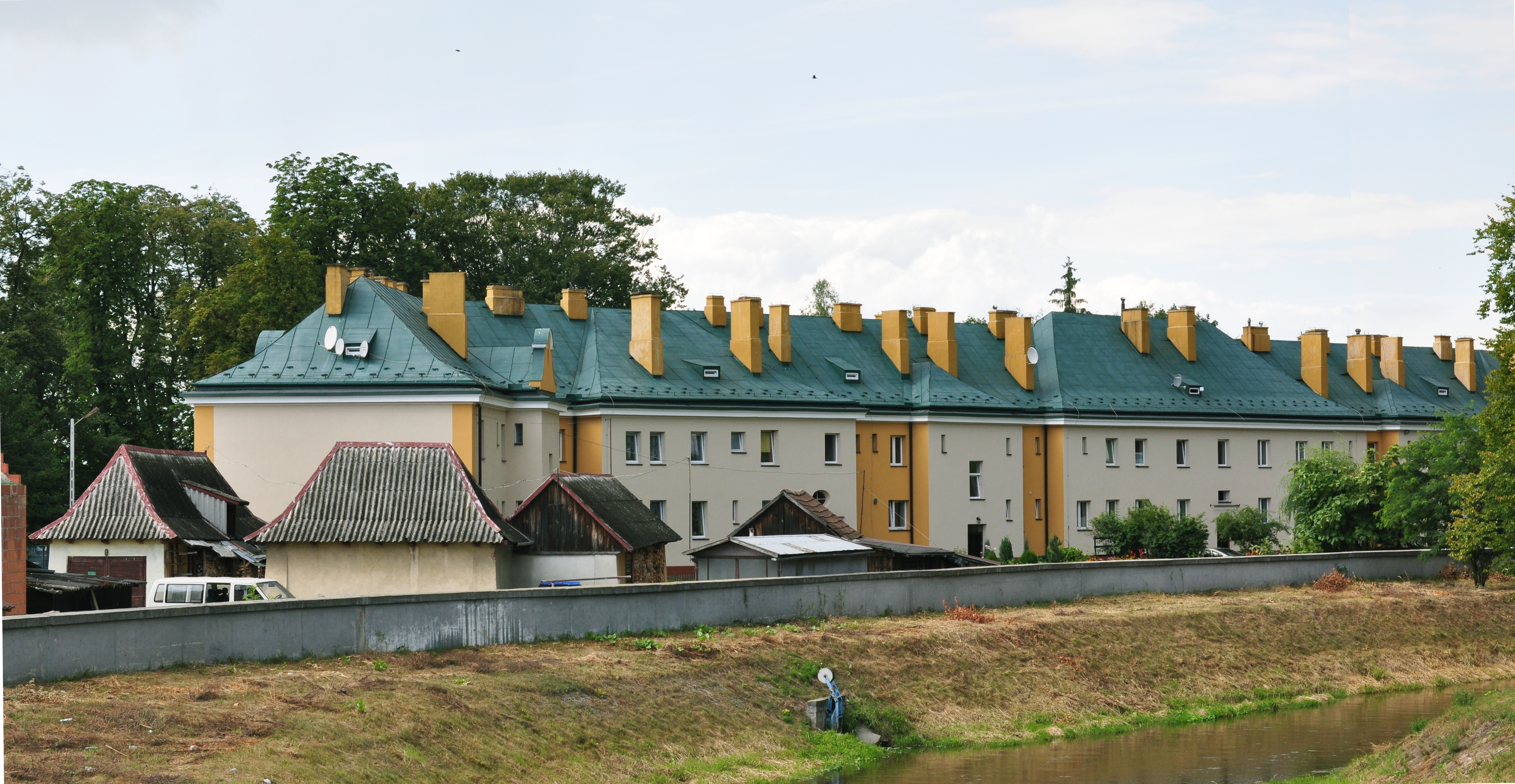
Dawny dom oficerski przy koszarach

W 1803 w Staszowie stacjonował austriacki 62 pułk piechoty.
Po zakończeniu wojny z Austrią w 1809 w Staszowie i okolicach stacjonował 1 Pułk Strzelców Konnych. Pułk stacjonował w Staszowie do kwietnia 1811. W okresie Księstwa Warszawskiego obowiązki komendanta placu w Staszowie pełnił kapitan Karol Madaliński.
W latach 1903–1914 w Staszowie stacjonował rosyjski 40 Małorosyjski Pułk Dragonów.
Po odzyskaniu niepodległości pierwszą jednostką Wojska Polskiego organizowaną w Staszowie był 5 Dywizjon Artylerii Konnej.
W lipcu 1919, 1 bateria 5 DAK została skierowana do Staszowa w celu reorganizacji i uzupełnienia. Bateria przebywała w Staszowie do 27 października kiedy to transportem kolejowym została wysłana do Włocławka wchodząc w skład Frontu Pomorskiego mającego zając Pomorze przyznane Polsce na mocy traktatu wersalskiego. Na wyposażeniu baterii były wówczas 4 działa z jaszczami, 2 karabiny maszynowe i 14 wozów. W sierpniu 1919 w Staszowie została również zorganizowana 2 bateria 5 DAK. Powstała na bazie baterii konnej kapitana Jerzego Golikowa utworzonej w styczniu 1919 podczas walk na Ukrainie. W Staszowie zostało zorganizowane równie dowództwo 5 DAK. Dowódcą 5 DAK został wyznaczony kapitan Józef Klukowski. Po osiągnięciu gotowości bojowej 2 bateria wraz z dowództwem 5 DAK została w dniu 25 czerwca 1920 skierowana do Równego, gdzie została przydzielona do 3 Dywizji Piechoty Legionów.
Kolejną jednostką skierowaną do Staszowa był szwadron zapasowy 2 Pułku Ułanów pod dwowództwem majora Aleksandra Rowińskiego, który został przeniesiony w sierpniu 1920 z Tomaszowa Lubelskiego. Szwadron został przeniesiony w dniu 3 kwietnia 1921 do nowego garnizonu w Suwałkach.
W dniu 25 lipca 1921 do Staszowa przybyło z Dębicy dowództwo 24 pułku ułanów wraz z 1 i 2 szwadronem ułanów. Pułk stacjonował w Staszowie do 4 kwietnia 1922, kiedy z powodu fatalnych warunków zakwaterowania został przeniesiony do Kraśnika.
W sierpniu 1922 do Staszowa z Pińczowa został detaszowany I batalion 2 Pułku Piechoty Legionów. Batalion przeznaczony był do szkolenia nowych kadr na potrzeby Korpusu Ochrony Pogranicza (KOP). Po pięciomiesięcznym szkoleniu żołnierze byli przenoszeni do pułków KOP: „Wołożyn”, „Sarny” i „Czortków” oraz Centralnej Szkoły Podoficerów KOP w Osowcu. Wielu spośród nich zginęło w walkach z Armią Czerwoną 17 września w obronie swoich strażnic i w walkach zgrupowania KOP gen. Wilhelma Orlik-Rückemanna. Ich groby znajdują się również w Katyniu, Charkowie i w wielu innych miejscach na terenie byłego ZSRR.
We wrześniu 1939, I batalionem dowodził mjr Józef Kopecki. Po zgromadzeniu rezerwistów w sąsiedztwie koszar nad rzeką Czarną, batalion wyruszył 28 sierpnia 1939 do Sandomierza. Batalion został załadowany do pociągów i wraz z pozostałymi batalionami przewieziony w okolice Bełchatowa. I batalion przebył całą kampanię wrześniową 2 Pułku Piechoty Legionów ponosząc ciężkie straty. Pod Ołtarzewem poległ dowódca 2 kompanii por. rez. Artur Radziwiłł, ostatni właściciel pobliskich Rytwian.

## Współczesne części miasta
Poniżej w tabeli 1 integralne częścią miasta Staszów (2612074) z aktualnie przypisanym im numerem SIMC (zgodnym z Systemem Identyfikatorów i Nazw Miejscowości) z katalogu TERYT (Krajowego Rejestru Urzędowego Podziału Terytorialnego Kraju).

| Identyfikator miejscowości | Nazwa miejscowości | Rodzaj miejscowości |
| -------------------------- | ------------------ | ------------------- |
| 0981280                    | Adamówka           | część miasta        |
| 0981297                    | Golejów            | część miasta        |
| 0981305                    | Łazienki           | część miasta        |
| 0981311                    | Maleniec           | część miasta        |
| 0981328                    | Piekło             | część miasta        |
| 0981334                    | Pipała             | część miasta        |
| 0981340                    | Pluskawa           | część miasta        |
| 0981357                    | Pocieszka          | część miasta        |
| 0981363                    | Radzików           | część miasta        |
| 0981370                    | Staszówek          | część miasta        |

## Dawne części miasta – obiekty fizjograficzne
W latach 70. XX wieku przyporządkowano i opracowano spis lokalnych części integralnych dla miasta Staszowa zawarty w tabeli 2.

| Nazwa wsi – miasta | Nazwy części wsi – miasta                                                                                             | Nazwy obiektów fizjograficznych – charakter obiektu |
| ------------------ | --- | --- |
| I. Miasto STASZÓW  | | |
| 1. Staszów         | 1. Adamówka 2. Golejów 3. Łazienki 4. Maleniec 5. Piekło 6. Pipała 7. Pluskawa 8. Pocieszka 9. Radzików 10. Staszówek | 1. Adamówka – pole, łąka, las 2. Błonie – pastwisko 3. Cmentarz Choleryczny – cmen- tarz, pole 4. Czarna – rzeka 5. Dólniki – pole, łąka 6. Drabinki – pole 7. Golejów – pole, jezioro 8. Kamionki – pole, łąki, nieużytki, las 9. Karczane Doły – wąwóz 10. Krzewiny – pole 11. Leszczyny – pole 12. Młódki – pole, łąka 13. Młynówka – część rzeki Czarnej 14. Mołdyrz – pole 15. Morgi – pole 16. Park – park 17. Piaski – cmentarz, nieużytki, łąki 18. Pipała – pole 19. Pluskawa – las, pole, pastwisko 20. Pocieszka – pole, łąka, nieużytki, las 21. Radzików – pole, las, łąka 22. Stara Rzeka – rzeka 23. Ścieżki – pole 24. Śmierdziuch – pole, łąki, nieużytki 25. Targowisko – plac targowy 26. Zastawie – pole 27. Zaświęcie – pole |

## Ulice
Poniżej w tabeli 3 ulice będące integralną częścią miasta Staszów, z aktualnie przypisanym im numerem zgodnym z TERYT z katalogu ULIC.

| Symbol ulicy | Nazwa ulicy                    | Symbol ulicy | Nazwa ulicy              | Symbol ulicy | Nazwa ulicy                     | Symbol ulicy | Nazwa ulicy             |
| ------------ | ------------------------------ | ------------ | ------------------------ | ------------ | ------------------------------- | ------------ | ----------------------- |
| 00116        | ul. Adamówka                   | 09512        | ul. Koszarowa            | 16264        | ul. Józefa Piłsudskiego         | 20677        | ul. Spokojna            |
| 00157        | ul. Akacjowa                   | 09546        | ul. Kościelna            | 27367        | ul. Pipała                      | 20952        | ul. Staromiejska        |
| 00432        | ul. Armii Krajowej             | 09582        | ul. Tadeusza Kościuszki  | 16417        | ul. Place                       | 21071        | ul. Stanisława Staszica |
| 01014        | ul. gen. Józefa Bema           | 09796        | ul. Krakowska            | 16572        | ul. Pocieszka                   | 21525        | ul. Sudecka             |
| 01103        | ul. Beskidzka                  | 10009        | ul. Krótka               | 16743        | ul. Podgórska                   | 21970        | ul. Szkolna             |
| 01326        | ul. Bieszczadzka               | 10562        | ul. Kwiatowa             | 17011        | ul. Polna                       | 22073        | ul. Szpitalna           |
| 03114        | ul. Cmentarna                  | 10636        | ul. Mariana Langiewicza  | 17070        | ul. Południowa                  | 22552        | ul. Świętokrzyska       |
| 03376        | ul. Czereśniowa                | 10775        | ul. Legionów Polskich    | 17171        | ul. Poprzeczna                  | 22659        | ul. Targowa             |
| 03513        | ul. Czysta                     | 10898        | ul. Leśna                | 17362        | ul. Powstańców Styczniowych     | 22675        | ul. Tarnobrzeska        |
| 03687        | ul. Jarosława Dąbrowskiego     | 11205        | ul. 11 Listopada         | 17390        | ul. Poziomkowa                  | 22717        | ul. Tatrzańska          |
| 03691        | ul. Marii Dąbrowskiej          | 44043        | rondo Hieronima Łaskiego | 17577        | ul. Bolesława Prusa             | 22880        | ul. Topolowa            |
| 03839        | ul. Długa                      | 11560        | ul. Łazienkowska         | 17699        | ul. Przejazdowa                 | 22907        | ul. Towarowa            |
| 04247        | ul. Drogowców                  | 11580        | ul. Łącznik              | 45607        | ul. Ignacego Raczyńskiego       | 22965        | ul. Romualda Traugutta  |
| 33610        | os. Golejów                    | 11811        | ul. Łysogórska           | 18358        | ul. Radzików                    | 23795        | ul. Wąska               |
| 05989        | ul. Górska                     | 27366        | ul. Maleniec             | 18403        | ul. Rajska                      | 23884        | ul. Wesoła              |
| 07029        | ul. Jagiellońska               | 12189        | ul. Małopolska           | 18432        | ul. Rakowska                    | 24364        | ul. Wiosenna            |
| 07097        | ul. Jałowcowa                  | 12740        | ul. Adama Mickiewicza    | 45614        | rondo Połanieckie               | 24412        | ul. Wiśniowa            |
| 07123        | ul. Jana Pawła II              | 13608        | ul. Na Kępie             | 19253        | ul. Rynek                       | 24459        | ul. Wincentego Witosa   |
| 07335        | ul. Jasna                      | 14028        | ul. Nasienna             | 19308        | ul. Rytwiańska                  | 24628        | ul. Wojska Polskiego    |
| 07582        | ul. Jodłowa                    | 14203        | ul. Niepodległości       | 19326        | ul. Rzeczna                     | 24870        | ul. Wrzosowa            |
| 07668        | ul. Jurajska                   | 14264        | ul. Niska                | 19351        | ul. Rzeszowska                  | 24879        | ul. Wschodnia           |
| 08042        | ul. Karkonoska                 | 14330        | ul. Nowa                 | 19491        | ul. Sandomierska                | 24908        | ul. Józefa Wybickiego   |
| 08096        | ul. Karpacka                   | 14813        | ul. Oględowska           | 19834        | ul. Henryka Sienkiewicza        | 25067        | ul. Wysoka              |
| 08379        | ul. Kielecka                   | 14834        | ul. Ogrodowa             | 19907        | ul. gen. Władysława Sikorskiego | 25305        | ul. Zachodnia           |
| 08435        | ul. Jana Kilińskiego           | 15073        | ul. Opatowska            | 20068        | ul. Marii Skłodowskiej-Curie    | 25557        | ul. Zamojska            |
| 08828        | ul. Kolejowa                   | 42035        | Park im. Adama Bienia    | 20254        | ul. Słoneczna                   | 26083        | ul. Zielona Dolina      |
| 28081        | ul. Hugo Kołłątaja             | 15710        | ul. Parkowa              | 20291        | ul. Juliusza Słowackiego        | 26188        | ul. Złota               |
| 09066        | ul. Komisji Edukacji Narodowej | 15733        | ul. Partyzantów          | 20294        | ul. Słowiańska                  | 26359        | ul. Źródlana            |
| 09213        | ul. Konstytucji 3 Maja         | 16046        | ul. Piastowska           | 20532        | ul. Solidarności                | 26469        | ul. Stefana Żeromskiego |
| 09223        | ul. Konwaliowa                 | 16132        | ul. Pienińska            | 20598        | ul. Sosnowa                     | –            | –                       |

Aktualnie w obrębie administracyjnym miasta znajduje się 115 ulic, jedno osiedle, dwa ronda i dwa parki.

## Pochodzenie nazwy miasta
Nazwa Staszowa pochodzi od imienia Stanisław. W XIII – XIV wieku imię to miało zdrobniałą formę Stasz.
Uważa się, że nazwa osady mogła pochodzić od imienia jej pierwszego właściciela, którym według wzmianek w źródłach historycznych z 1345 r. był Stasz Kmiotko.

## Symbole miasta
Obecny herb nadany został miastu w 1959 r. uchwałą Miejskiej Rady Narodowej. Herb przedstawia Korab, czyli złoty statek morski z masztem-wieżą na czerwonym tle i wywodzi się od herbu Hieronima Łaskiego, właściciela Staszowa, który 11 kwietnia 1525 r. uzyskał dla niego prawa miejskie.

## Architektura i urbanistyka

### Układ urbanistyczny
Staszów powstał na wzór miast zakładanych na prawie magdeburskim z zaplanowanym rynkiem, ratuszem pośrodku i prostopadle odchodzącymi ulicami. Ten układ przetrwał do dzisiaj.

### Architektura
W mieście występuje zarówno zabudowa wielkopłytowa, która koncentruje się głównie w osiedlach: Północ oraz Wschód, jak i zabudowa typowo jednorodzinna w częściach miasta: Oględowska, Ogrody, Golejów, Staszówek, Małopolskie, Na Stoku, Radzików. W Starym Mieście dominują kamienice i zwarta zabudowa mieszkaniowo-usługowa.

#### Zabytki

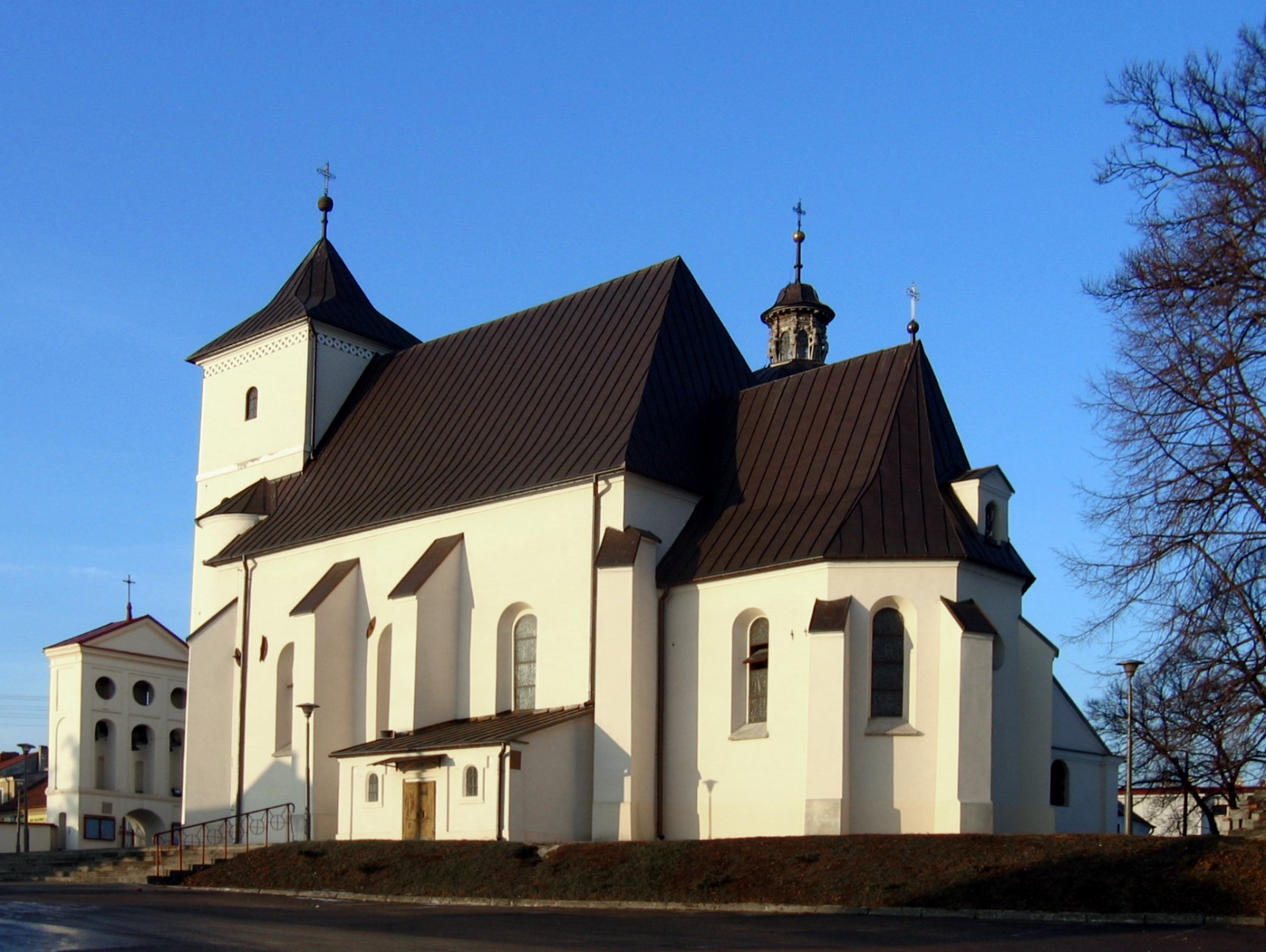
Kościół pw. św. Bartłomieja

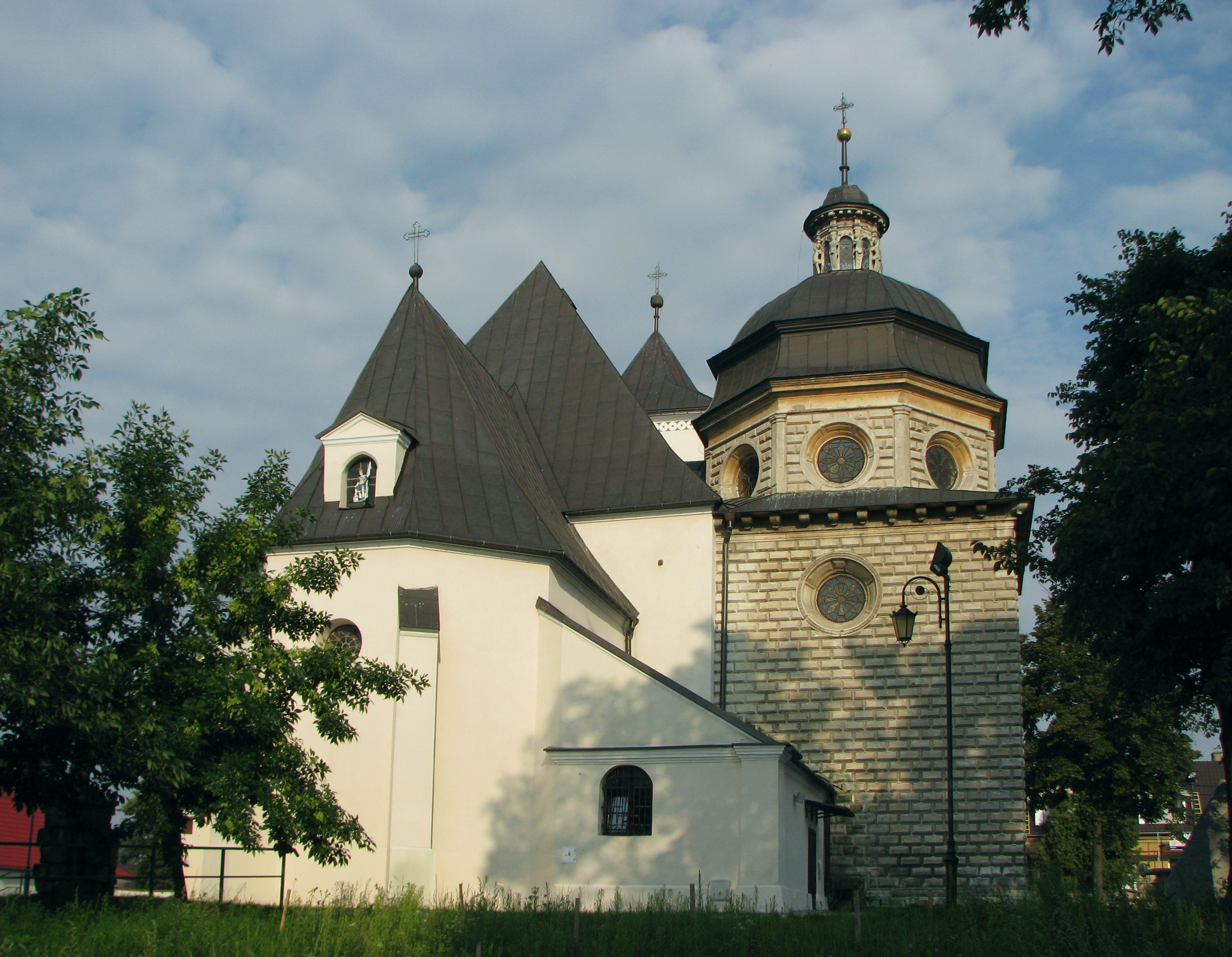
Kaplica Tęczyńskich przy kościele św. Bartłomieja

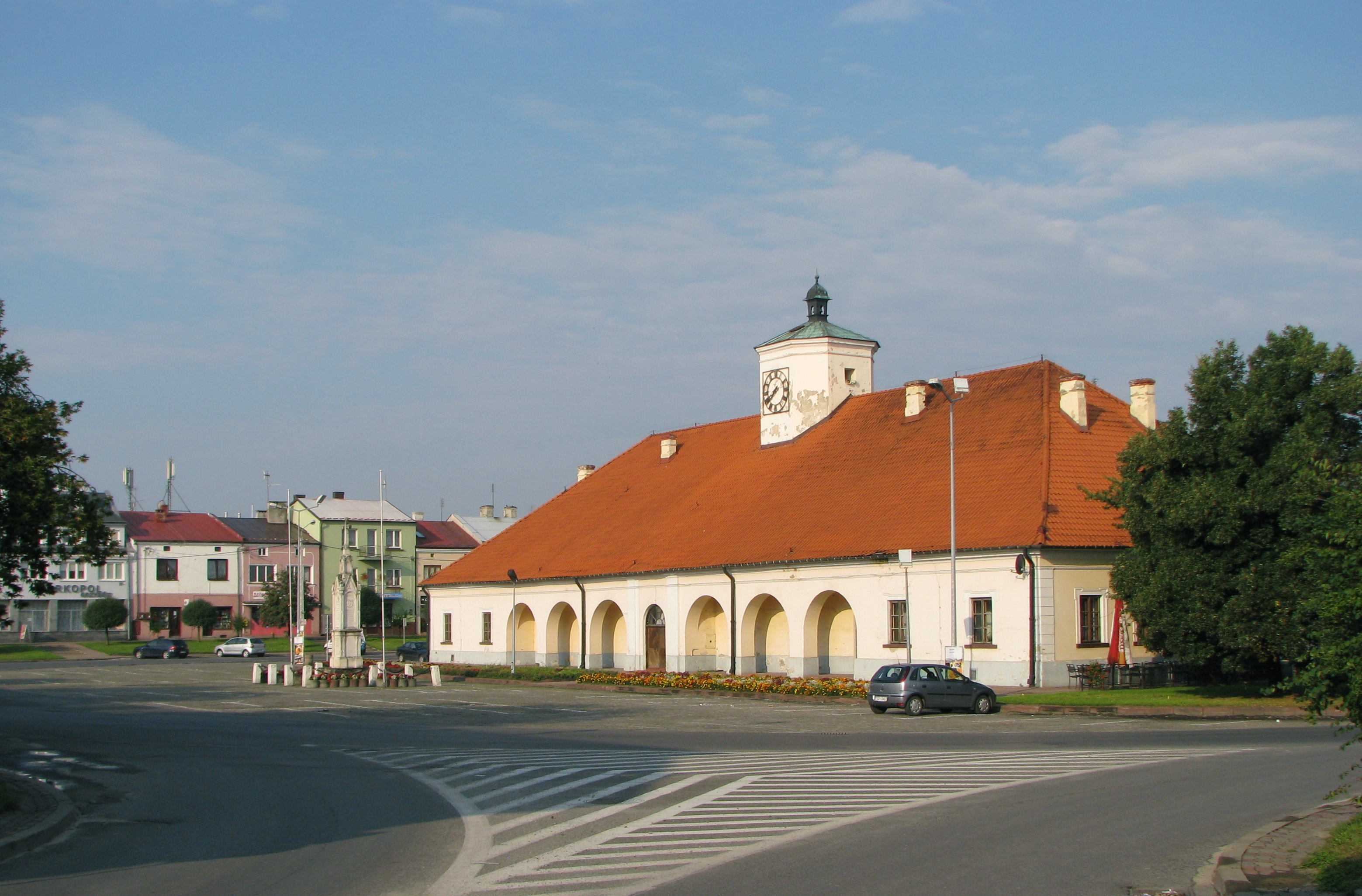
Ratusz i południowa pierzeja Rynku

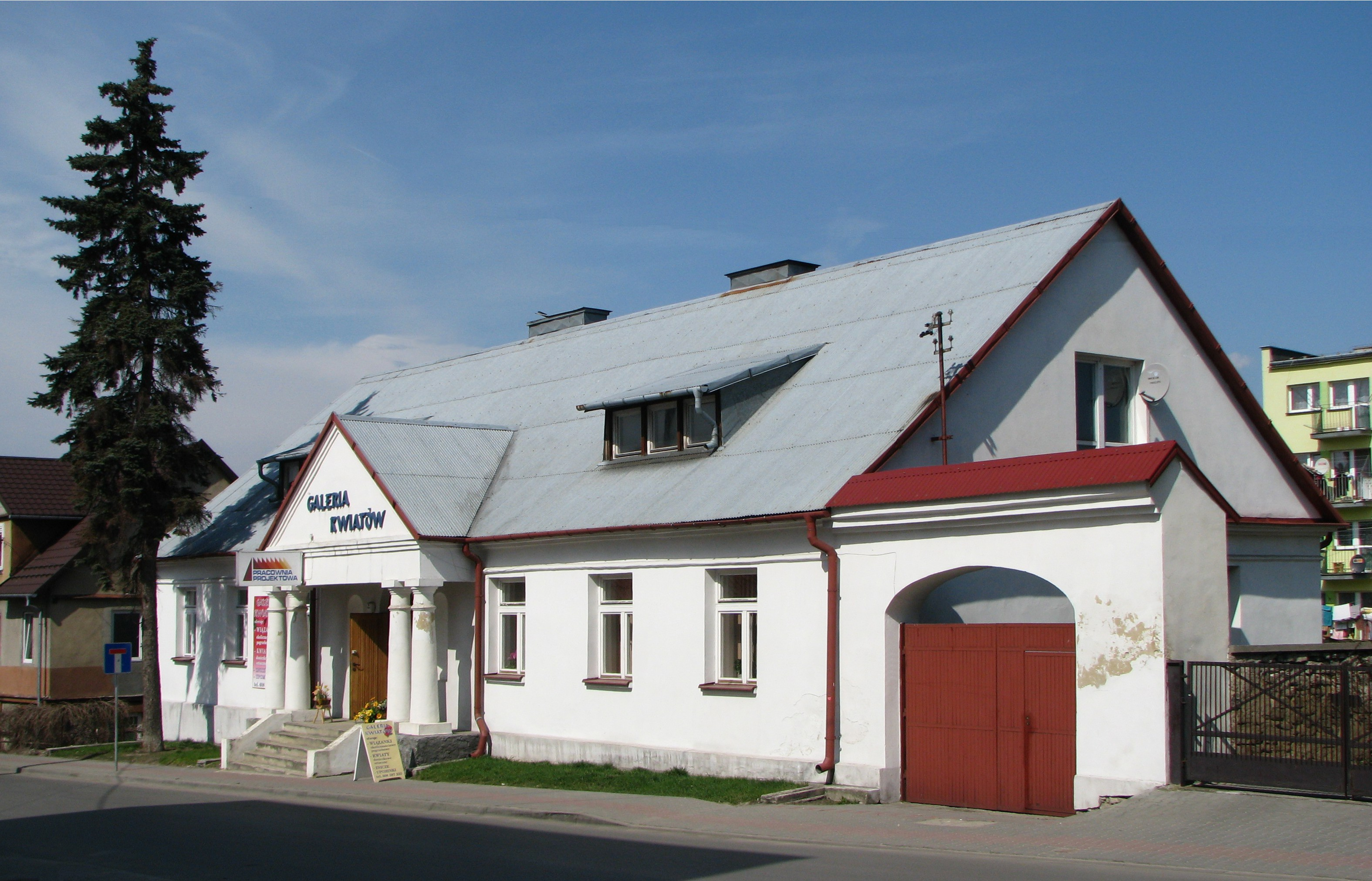
Dworek z XIX w. przy ul. Wschodniej

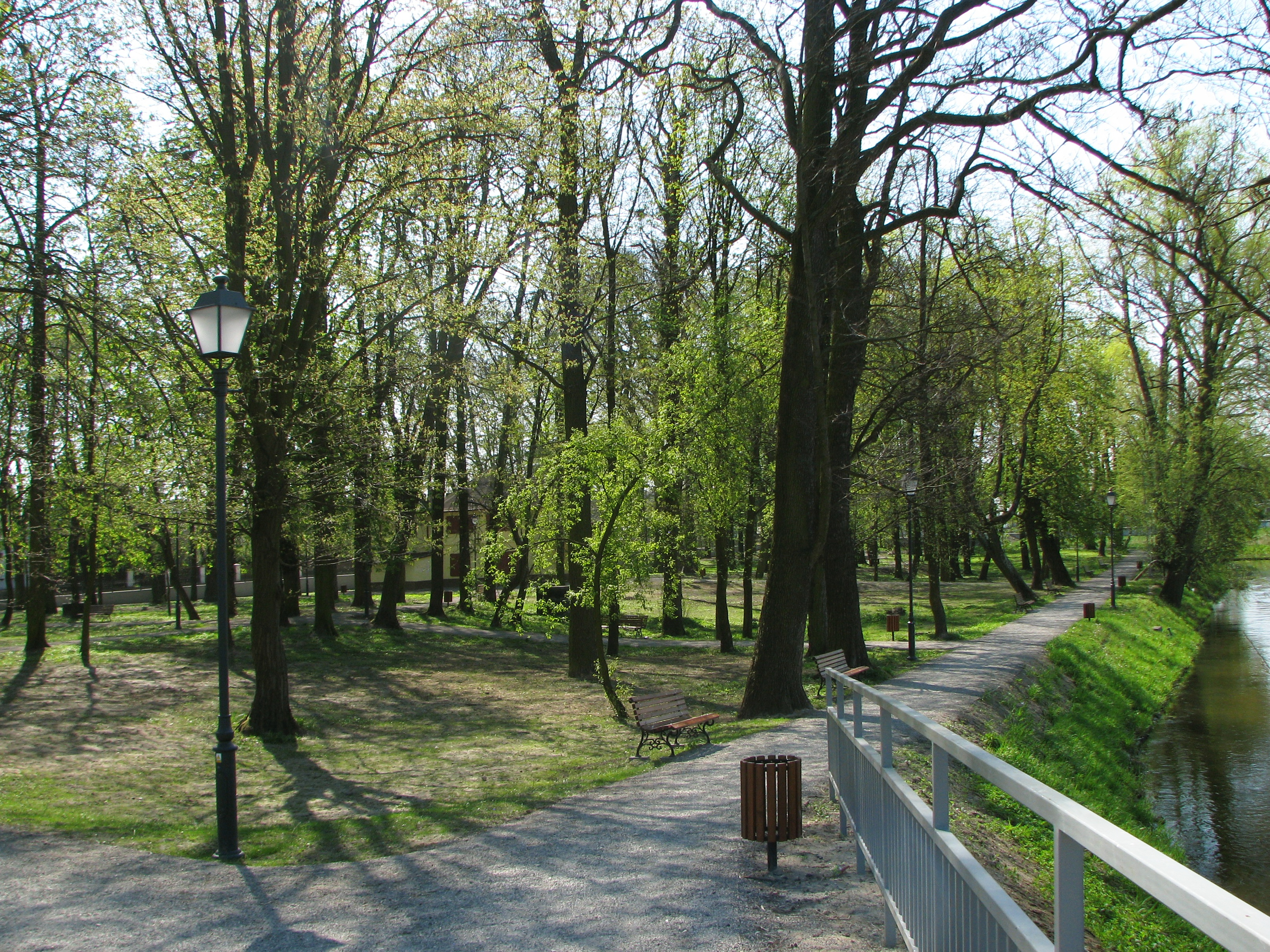
Park Legionów z 1886 r.

Miasto doznało w swej historii wielu zniszczeń, zarówno na skutek pożarów, jak i walk prowadzonych podczas wojen. Do czasów obecnych zachowały się:
- Zespół kościoła św. Bartłomieja (nr rej.: 479/A z 15.04.1967 oraz 189/A z 6.07.1977)
  - Kościół parafialny pw. św. Bartłomieja. Drewniany kościół został spalony przez Tatarów w 1241 roku[30]. Na jego miejsce w latach 1342–1343 wybudowano murowany, w stylu gotyckim. Fundatorką kościoła była Dorota Tarnowska, dziedziczka Staszowa. Zwrócony jest głównym wejściem na zachód, ołtarzem na wschód. Od strony zachodniej w 1610 r. dobudowano wieżę, zaś w latach 1613–1623 od strony północnej kaplicę Matki Bożej Różańcowej. Kolejna przebudowa miała miejsce w 1625 r., kiedy to wykonano nowe sklepienia i podziały oraz zmieniono wnętrze. Ołtarz główny jest późnobarokowy, z Ukrzyżowanym Chrystusem. Kościół otoczony jest starym murem oraz bramą z dzwonnicą od zachodu. Kościół był restaurowany w 1972 r., a następnie w 1990 r., kiedy to ściany i sufit pokryto barwnymi malowidłami. Świątynię poddano gruntownej renowacji w latach 2005–2009.
  - Kaplica Matki Boskiej Różańcowej (przy kościele św. Bartłomieja) – zabytek I klasy, ufundowana przez Tęczyńskich w 1613 r. Ta nagrobna kaplica reprezentuje umiarkowany nurt manieryzmu zwany krakowsko-pińczowskim, nawiązując do tradycji Santi Gucciego. Kaplica zbudowana jest na rzucie kwadratu, nakryta kopułą z latarnią, na zewnątrz ośmioboczna, wewnątrz kolista. Wrażenie wysokiego sklepienia potęgowane jest przez lekkie nachylenie ścian. Główny, rokokowy ołtarz kaplicy pochodzi z drugiej połowy XVIII w.
  - Dzwonnica i plebania (przy kościele św. Bartłomieja) z 1825 r. Dzwonnicę wybudowano ok. 1892 r. w stylu klasycznym, na osi fasady kościoła. Pierwszą kondygnację stanowi arkadowa brama, drugą zdobią trzy arkady, trzecią – zwieńczoną trójkątnym przyczółkiem – trzy koliste otwory. Największy z trzech dzwonów odlany został przez Wiktora Bagińskiego w 1842 r. w Krakowie[10]. Dzwonnicę odrestaurowano w 1998 r. Budynek dawnej plebanii, położony na południe od kościoła, jest parterowy, murowany, na planie prostokąta.
  - Cmentarz przy kościele św. Bartłomieja, nieczynny (nr rej.: 412/A z 18.10.1989).
- Zabytkowy Rynek (nr rej.: 45 z 12.09.1947), będący centrum starego miasta o układzie szachownicowym (nr rej.: 291/A z 10.06.1985). Kamienice wokół Rynku z XVIII w., z charakterystycznymi arkadowymi bramami, wybudowane zostały przez Augusta Aleksandra Czartoryskiego. Najlepiej zachowane są kamienice na wschodniej ścianie czworobocznego rynku. Posiadają sklepione piwnice i bramy przejazdowe o arkadowym kształcie. Część z pozostałych kamienic uległa zniszczeniu lub znacznym przebudowom.
- Ratusz (nr rej.: 480/A z 15.04.1967 oraz 190/A z 6.07.1977) usytuowany pośrodku Rynku. Ratusz wybudowany został w 1783 r. w stylu klasycystycznym przez ówczesnego właściciela miasta – księcia Augusta Aleksandra Czartoryskiego. Ratusz jest murowany, parterowy i postawiony na osi północ-południe. W 1861 r. podczas restaurowania obiektu obniżona została wieża znajdująca się pośrodku czterospadowego dachu. Ratusz jest symetryczny, zbudowany na planie prostokąta. Wschodnia i zachodnia elewacja ozdobiona jest w środkowej części arkadowymi podcieniami. Budynek od momentu powstania do II wojny światowej spełniał tylko funkcje handlowo-usługowe[33]. Obecnie mieści się w nim restauracja.
- Dworek miejski z XIX w. przy ul. Wschodniej (nr rej.: 585/A z 24.04.1997).
- Najstarsza część cmentarza parafialnego rzymskokatolickiego pochodząca z XIX w. (nr rej.: 415/A z 18.10.1989). Cmentarz założono w 1862 r.
- Park Legionów – park miejski założony w 1886 r. (nr rej.: 714 z 20.12.1957 oraz 470/A z 5.08.1991).
- Parterowe domy z początku XIX wieku wzdłuż ulic Kościelnej, Wschodniej, Krakowskiej i Parkowej.
- Kapliczka pw. św. Jana Nepomucena z 1848 r. Znajduje się na wzgórzu przy ulicy Opatowskiej. Wybudowana została na dawnym kurhanie[34].
- Dworek Myśliwski z końca XIX w. przy ulicy Krakowskiej. Dworek stanowił całość razem z obecnym parkiem miejskim, w centrum parku znajdowała się altana. Altana przez dziesięciolecia niszczała nieużywana, odremontowana została dopiero w latach 90. i przeznaczona na kawiarnię. Po upływie kilku lat kawiarnię zamknięto. Obiekt stał pusty i niszczał. Na przełomie 2012 i 2013 roku budynek w parku przeszedł gruntowną przebudowę i odnowę. Swoje siedziby w budynku znalazły Staszowska Izba Gospodarcza i fundacja Farma.

Przy ulicy Parkowej znajdował się budynek dawnego spichlerza z przełomu XVIII i XIX wieku, który przeniesiono do skansenu w Tokarni k. Kielc w czerwcu 1981 r. Spichlerz był drewniany, posiadał gontowy dach naczółkowy.
Przy ulicy Krakowskiej, w miejscu gdzie obecnie stoi budynek zamkniętego kina, stała cerkiew św Jerzego. Cerkiew wybudowano na początku XIX wieku na potrzeby stacjonującego w Staszowie wojska rosyjskiego. Budynek reprezentował styl neobizantyjski.
Przy ul. Piłsudskiego, w miejscu gdzie obecnie stoi budynek Starostwa Powiatowego w Staszowie stała synagoga, wybudowana w XIX wieku. Budynek niszczał po zagładzie gminy żydowskiej podczas II wojny światowej i w 1952 r. rozebrano jego ruiny.

#### Pomniki i miejsca pamięci narodowej

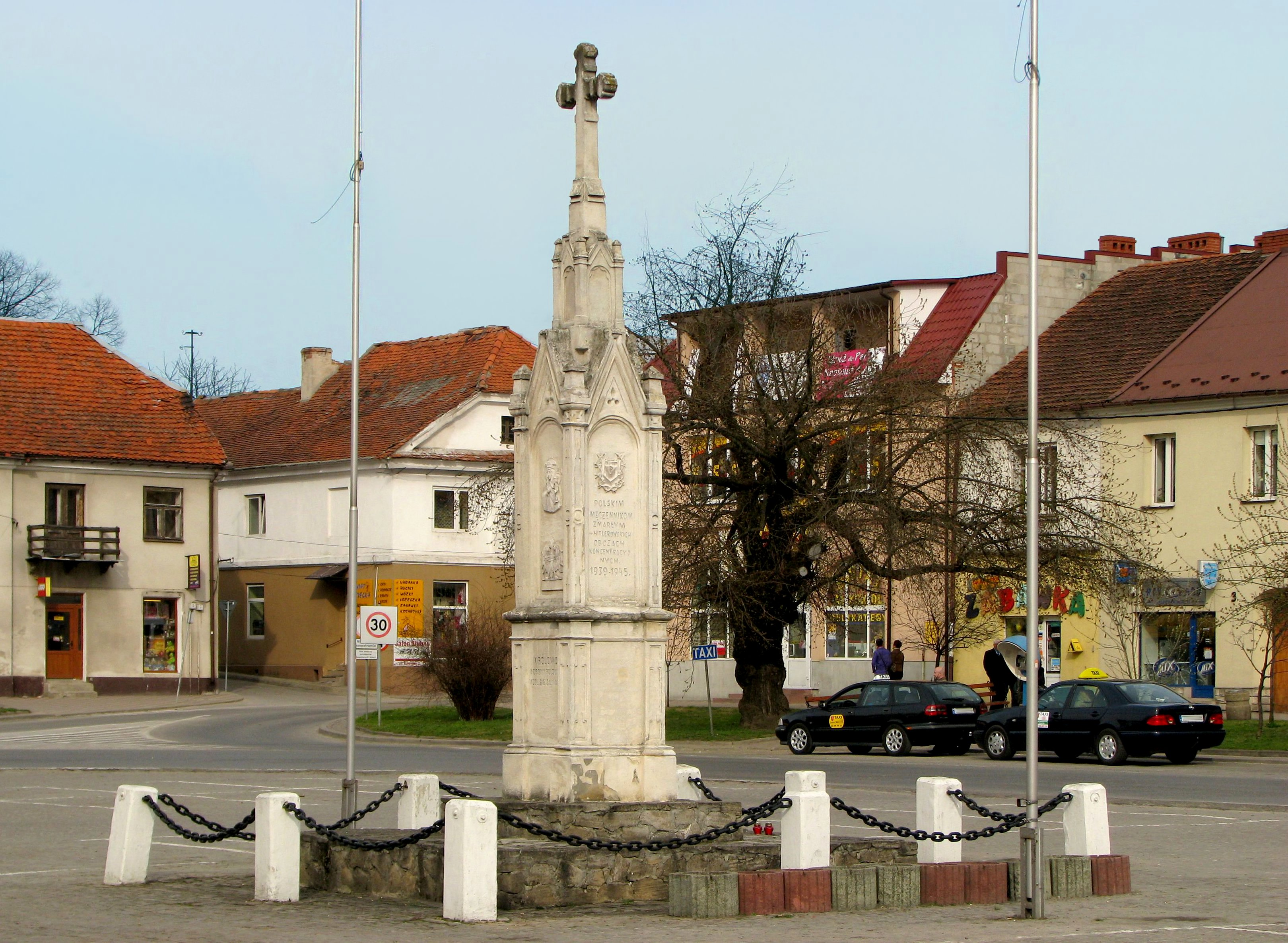
Pomnik ku czci Tadeusza Kościuszki

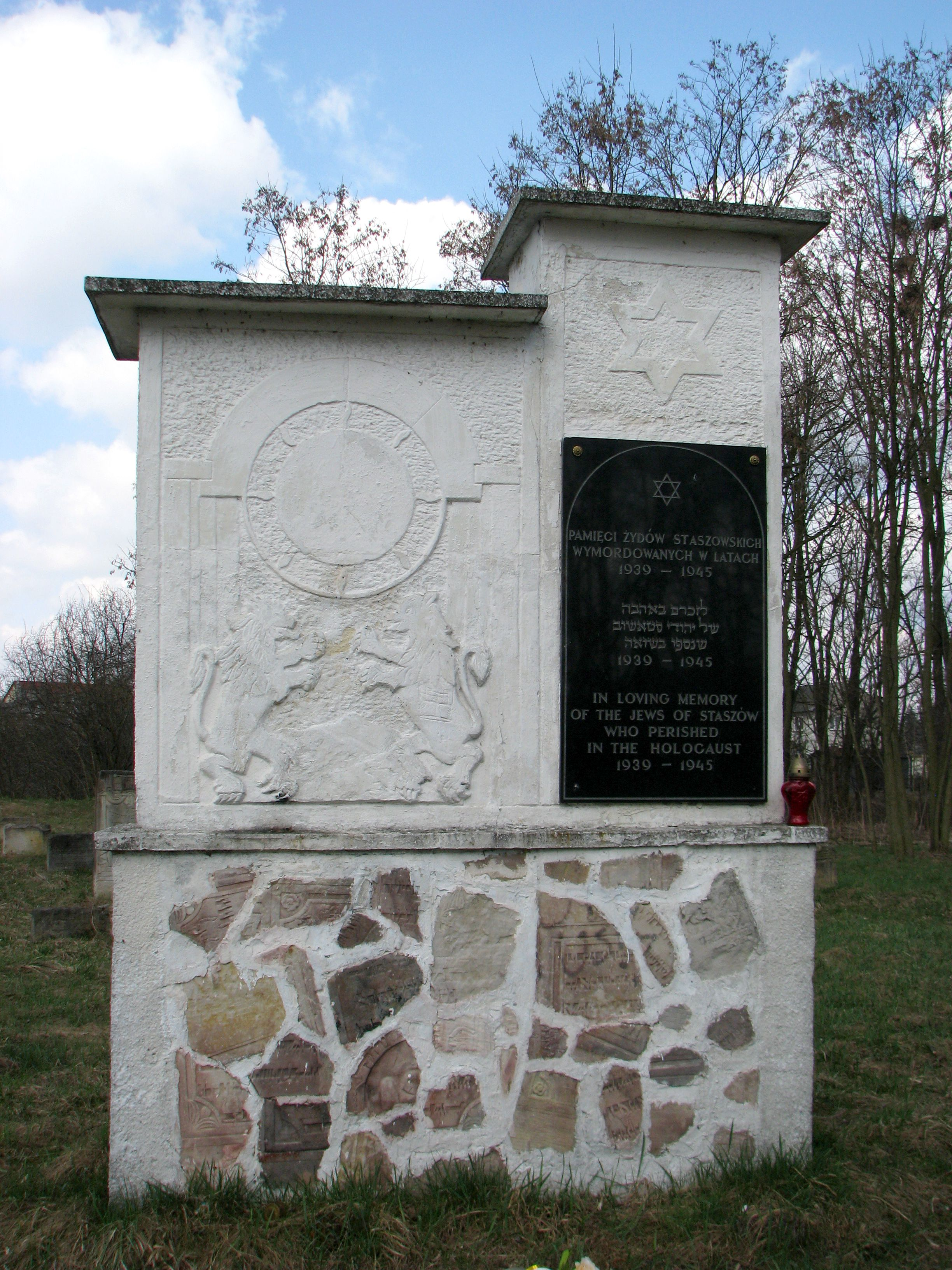
Pomnik upamiętniający ofiary Holocaustu

- Mogiła powstańców styczniowych – mogiła zbiorowa bohaterów powstania styczniowego, znajduje się na starym cmentarzu przy kościele pw. św. Bartłomieja. Na kamiennym postumencie stoi żelazny krzyż z postacią ukrzyżowanego Chrystusa.
- Pomnik ku czci Tadeusza Kościuszki – pomnik był wielokrotnie przebudowywany i przenoszony. Powstał w 1864 r. po zakończeniu powstania styczniowego, jako dowód wdzięczności wobec cara Aleksandra za uwłaszczenie chłopów. Pierwotnie stał na skwerku po zachodniej stronie rynku, w pobliżu wylotu ul. Opatowskiej. Odbywały się tam parady pułku carskiej kawalerii stacjonującego w Staszowie do I wojny światowej[35]. W 1917 r. w setną rocznicę śmierci Tadeusza Kościuszki zmieniono przeznaczenie pomnika i w miejscu głównej tablicy zamontowano metalowy medalion z podobizną Kościuszki i napisem ku jego czci. W czasie II wojny światowej Niemcy usunęli pomnik i postawili u wylotu ul. Krakowskiej, gdzie stał do 1964 r. Następnie pomnik przeniesiono na stary cmentarz przy kościele pw. św. Bartłomieja. Podczas tych przenosin pomnik doznał uszkodzeń. W 1981 r. z inicjatywy Komisji Koordynacyjnej „Ziemia Staszowska” NSZZ „Solidarność” postawiony został ponownie przy ratuszu, po jego wschodniej stronie, gdzie stoi do dzisiaj.
- Pomnik zagłady Żydów staszowskich – odsłonięty w listopadzie 1992 r. w 50. rocznicę Holocaustu na odrestaurowanym staszowskim cmentarzu żydowskim.
- Pomnik poświęcony żołnierzom Wojska Polskiego – odsłonięty we wrześniu 1989 roku na katolickim cmentarzu parafialnym[36]. W mogile pod pomnikiem spoczywają prochy 31 nieznanych żołnierzy polskich, poległych na terenie Staszowa w 1939 r.
- Pomnik „Milenium 2000” – odsłonięty w listopadzie 2000 r. przed budynkiem Urzędu Miasta i Gminy.
- Tablice upamiętniające Holocaust – na budynku Starostwa Powiatowego w Staszowie przy ul. Piłsudskiego, znajdują się dwie tablice. Jedna upamiętnia synagogę, która stała w tym miejscu. Druga tablica to podziękowanie dla tych mieszkańców Ziemi Staszowskiej, którzy w czasie II wojny światowej ratowali Żydów.
- Tablica upamiętniająca tajne nauczanie – odsłonięta w październiku 1989 r. w holu Szkoły Podstawowej Nr 1. Powstała z inicjatywy lokalnych nauczycieli i Związku Nauczycielstwa Polskiego. Oddaje hołd nauczycielom, którzy zginęli podczas walk oraz uczestnikom tajnego nauczania zorganizowanego w czasie II wojny światowej[36].
- Tablica poświęcona księciu Augustowi Czartoryskiemu – odsłonięta 2 października 1992 r. w 210 rocznicę śmierci Czartoryskiego. Znajduje się na południowej ścianie ratusza[35].
- Tablica poświęcona Hieronimowi Łaskiemu – odsłonięta we wrześniu 1996 r. w 500 rocznicę jego urodzin. Wisi na ścianie w korytarzu Urzędu Miasta[37].
- Tablica poświęcona Józefowi Piłsudskiemu – odsłonięta w 2006 r. Powieszona na południowej ścianie ratusza.
- Tablica upamiętniająca odzyskanie niepodległości – odsłonięta 11 listopada 2008 r. w 90 rocznicę odzyskania przez Polskę niepodległości. Znajduje się na południowej ścianie ratusza.
- Figura Chrystusa Frasobliwego[38] (lub Miłosiernego[39][40]) – znajduje się naprzeciwko kościoła pw. św. Bartłomieja. Pierwotna rzeźba pochodziła z XVII w. (źródła podają 1676 r.[38][39]). Gdy nie nadawała się już do renowacji wykonano nową, obecną.

### Zieleń miejska

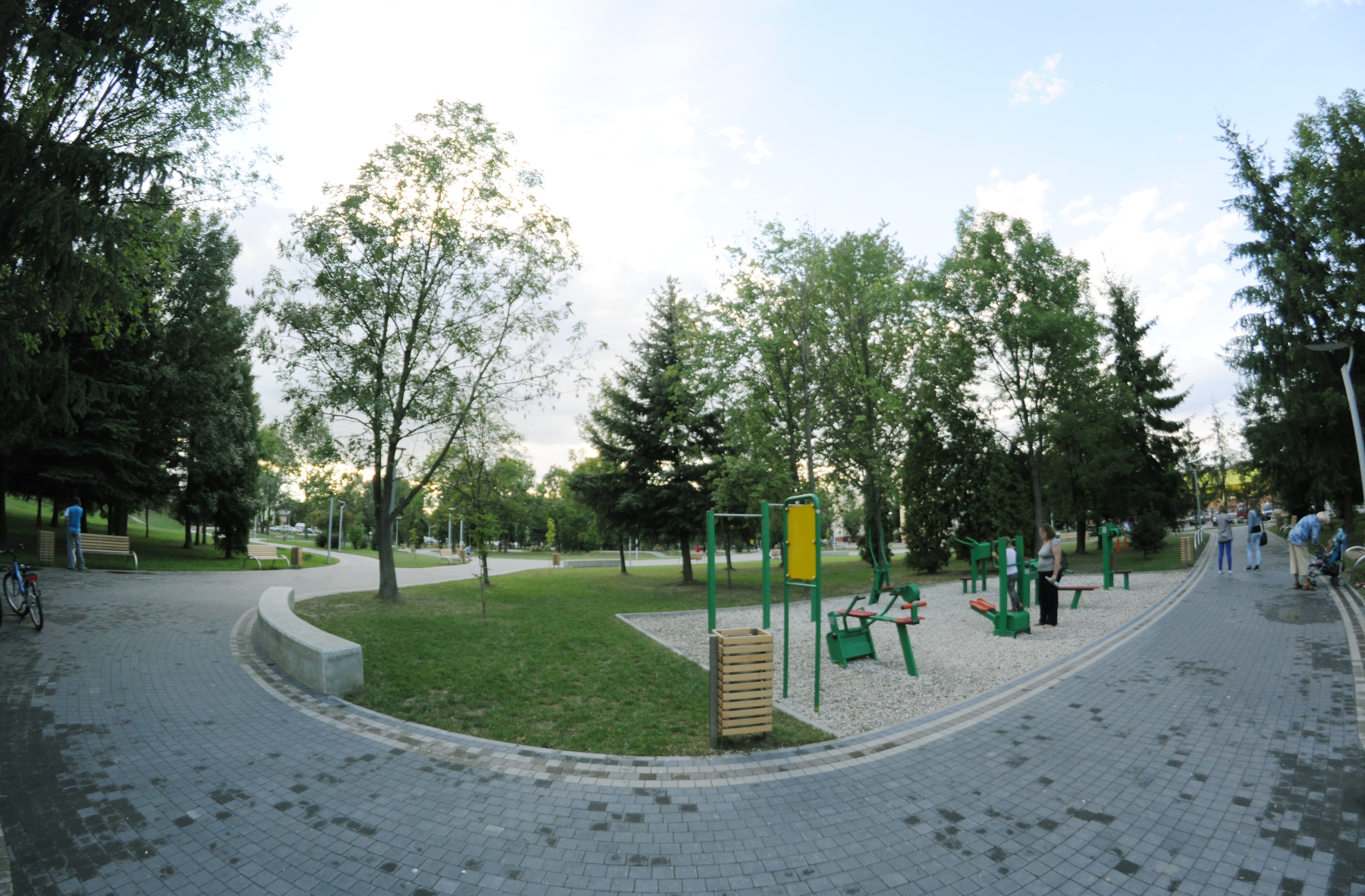
Park im. Adama Bienia

- Park Legionów – zabytkowy park z XIX w., założony w 1886 r.[41] nad brzegiem Czarnej Staszowskiej, położony jest przy ulicy Parkowej, między Starym Miastem, osiedlem Oględowska a Staszówkiem. W 2010 r. park poddano renowacji, m.in. przywracając pierwotny układ ścieżek[42]. 15 grudnia 2016 roku Rada Miejska w Staszowie z inicjatywy Staszowskiego Towarzystwa Kulturalnego podjęła uchwałę o nadaniu parkowi nazwy „Park Legionów”. Wybór nazwy motywowany był faktem stacjonowania w Staszowie w latach 1923–1939 I batalionu 2 pułku piechoty Legionów.
- Park im. Adama Bienia – park położony między Starym Miastem a Osiedlem Północ.
- Park Miejski im. Górników Siarkowych – park rekreacyjno-sportowy położony między osiedlem „Ogrody” a osiedlem „Wschód”[43].
- „Zalew nad Czarną” – teren między Czarną Staszowską, kanałem młyńskim a ulicą Piłsudskiego i budynkami straży pożarnej. Zajmuje obszar ok. 4 ha, w tym zbiornik wodny o powierzchni 1,4 ha. W 2010 r. uporządkowany i zagospodarowany w ramach inwestycji zleconej przez Urząd Gminy i Miasta[42].

## Demografia
W 2009 miasto liczyło 15 201 mieszkańców, co lokowało je pod względem ludności na 9. miejscu w województwie.

| Opis                              | Ogółem | Ogółem | Kobiety | Kobiety | Mężczyźni | Mężczyźni |
| --------------------------------- | ------ | ------ | ------- | ------- | --------- | --------- |
| Jednostka                         | osób   | %      | osób    | %       | osób      | %         |
| Populacja                         | 15 201 | 100    | 7840    | 51,58   | 7361      | 48,42     |
| Gęstość zaludnienia [mieszk./km²] | 565,5  | 565,5  | 291,7   | 291,7   | 273,8     | 273,8     |

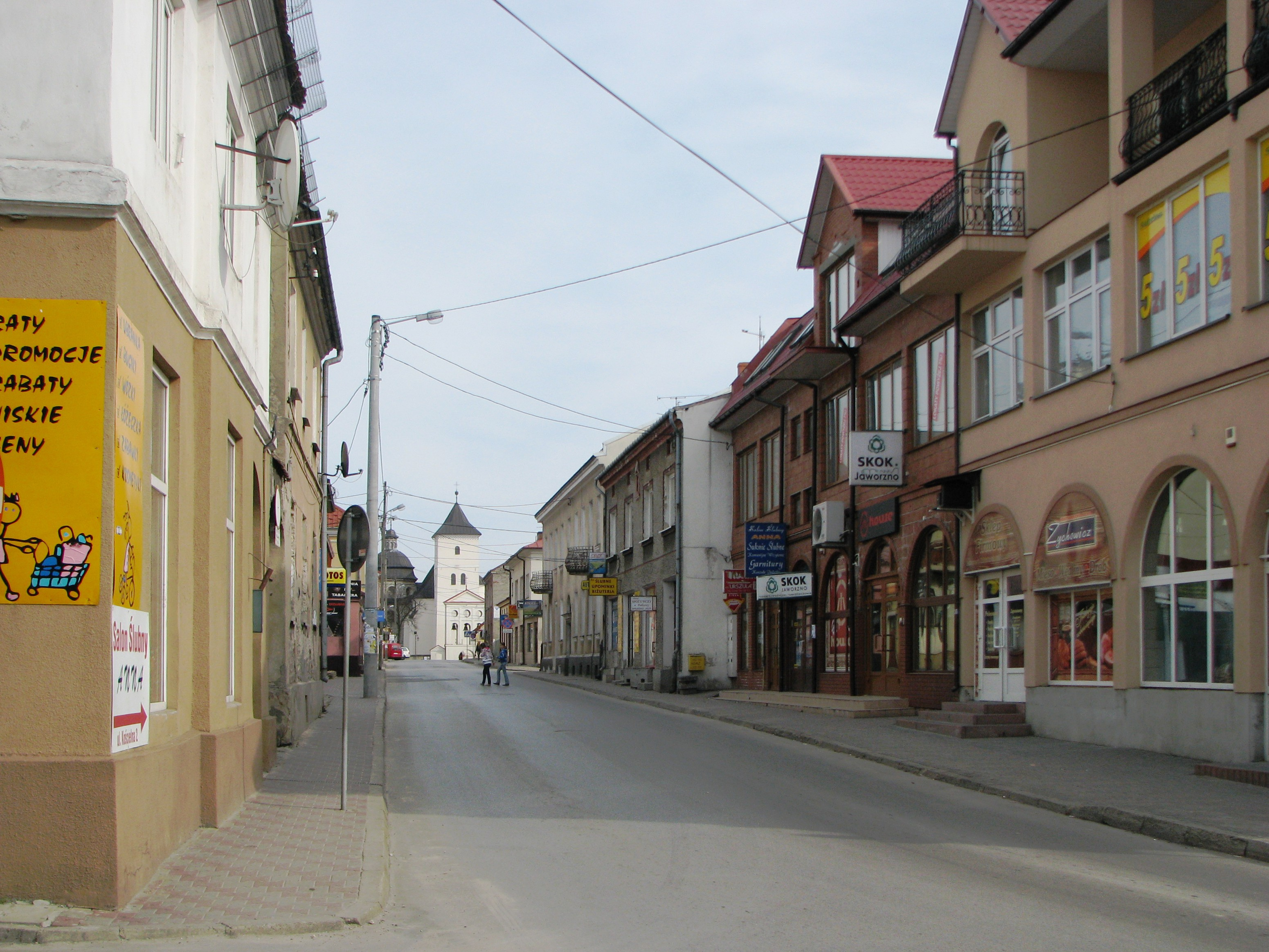
Osiedle Stare Miasto, ul. Kościelna – widok od strony rynku

Szybki wzrost liczby mieszkańców w XIX i na początku XX w. wiąże się z rozwojem gospodarczym miasta i osadnictwem żydowskim. Gwałtowne spadki liczby ludności zaobserwowane w 1921 i 1945 r. wynikały z wojen. Po zakończeniu I wojny światowej liczba ludności powoli rosła. Zniszczone miasto pozbawione było przemysłu i położone poza głównymi traktami komunikacyjnymi, co nie sprzyjało osadnictwu. Liczba mieszkańców z 1913 r.  osiągnięta została ponownie dopiero pod koniec lat 70 XX w.
Największy spadek liczby ludności nastąpił na przestrzeni lat 1939–1945, kiedy zabito lub wywieziono mieszkańców żydowskiego pochodzenia, którzy stanowili w tym czasie ponad połowę ludności miasta. Odkrycie złóż siarki w pobliżu Staszowa przyczyniło się do zwiększenia dynamiki przyrostu ludności.
Upadek państwowych zakładów pracy po przemianach ustrojowych w 1989 r. i spadek opłacalności wydobycia siarki w pobliskim Grzybowie przyczyniły się do spowolnienia przyrostu i – od 1998 r. – spadku liczby mieszkańców. Na przestrzeni lat 1995–2009 najwyższa wartość osiągnięta została w grudniu 1997 r., kiedy w Staszowie mieszkało 17 328 osób. Od tamtej pory liczba mieszkańców utrzymuje się na mniej więcej tym samym poziomie, w ostatnich latach maleje.
- Piramida wieku mieszkańców Staszowa w 2014 roku[47].

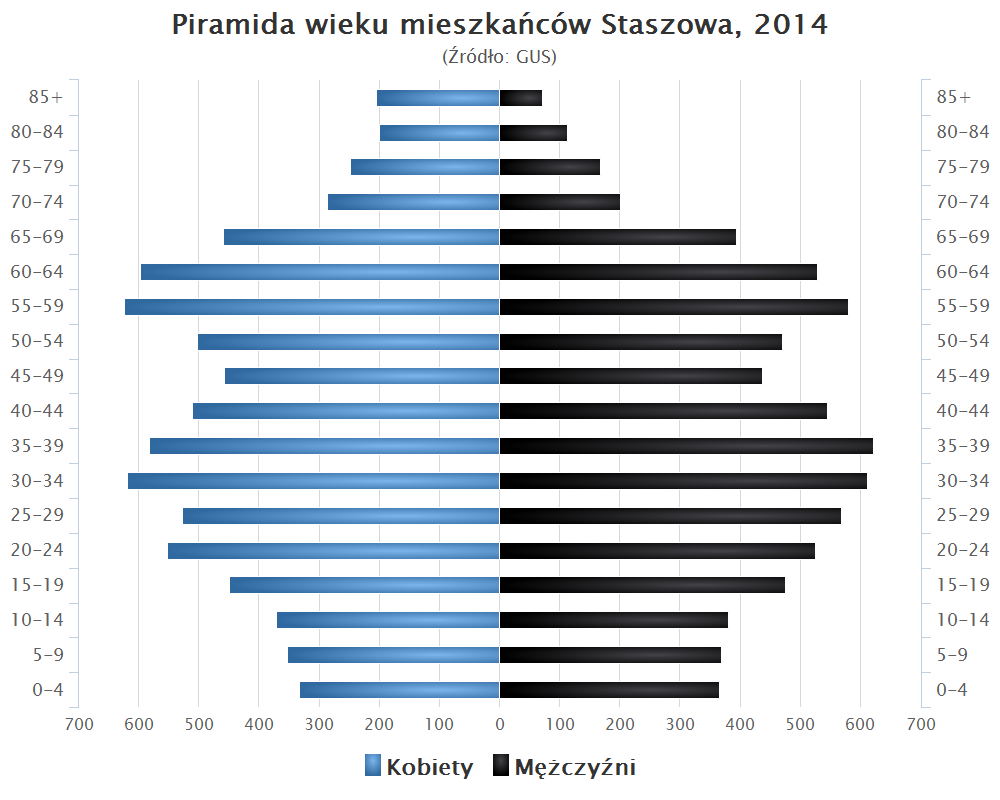

## Gospodarka

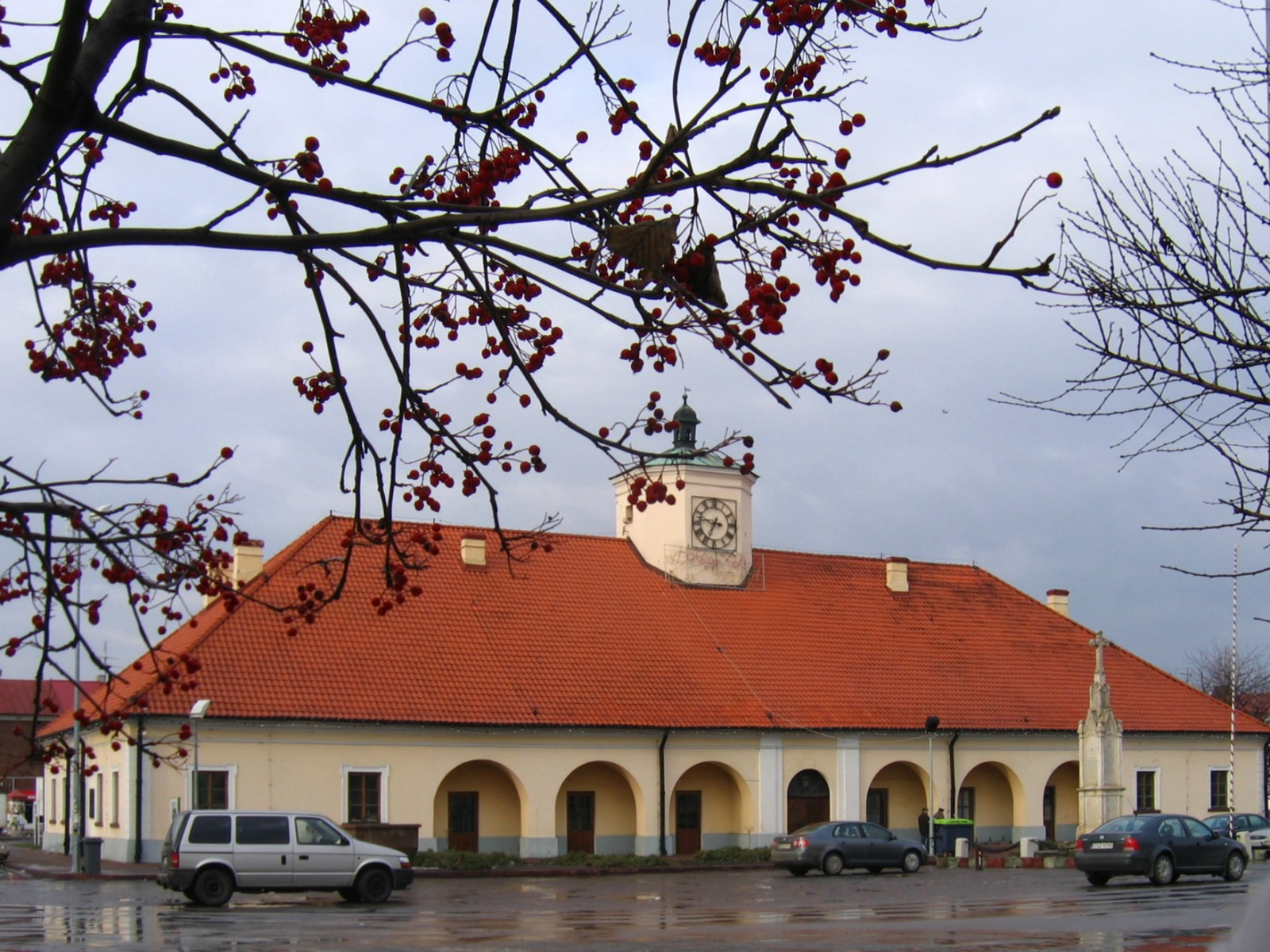
Ratusz w centrum rynku

Na terenie Staszowa i okolic nie było ciężkiego przemysłu. Staszów był głównie ośrodkiem wymiany handlowej (targi i jarmarki) i siedzibą rzemiosła (m.in. tkactwo, szewstwo, krawiectwo, garncarstwo). Już w 1555 roku założony został cech tkacki, co było pierwszym przywilejem rzemieślników staszowskich. W 1621 roku zatwierdzone zostały statuty cechów kuśnierzy, krawców i czapników. Od 1635 roku przywilej posiadał cech kowali, strycharzy, rymarzy, powroźników, kotlarzy, mieczników, złotników, siodlarzy i błoniarzy. W 1648 r. nadany został przywilej dla cechu sukienników, w 1655 r. dla cechu szewców zaś w 1670 dla garncarzy.
Druga połowa XVIII wieku to czas rozwoju sukiennictwa. Manufaktura sukiennicza liczyła w tym okresie kilkadziesiąt warsztatów, produkowano kilka gatunków sukna w oparciu o wełnę sprowadzaną z południa kraju (pod koniec wieku manufakturę zamknięto). W tym czasie założona została szabelnia wytwarzająca tzw. staszówki, szable sławne w całej Polsce. Garncarstwo zasłynęło wówczas produkcją fajek, tzw. stambułek eksportowanych głównie na rynki wschodnie. Otworzono również hamernię miedzi przetwarzającą węgierski surowiec na blachę i kotły. Hamernia przetrwała aż do 1870 roku. W kolejnych latach krąg rzemieślników poszerzyli zegarmistrzowie, ślusarze, piekarze, rzeźnicy, młynarze, stolarze, bednarze, zdunowie i szklarze.
W wyniku rozbiorów Polski Staszów został odcięty od południowych obszarów kraju i podupadł gospodarczo. Na początku XIX w. pozostało już tylko kilka warsztatów sukienniczych, szabelnia była zamknięta. Dopiero na przełomie XIX i XX wieku nastąpiło niewielkie ożywienie gospodarcze miasta. Założono dwie fabryki sody, fabrykę papieru, browar i dwa młyny wodne. Oddano do użytku staszowską drukarnię. Ponownie znaczenia nabrali staszowscy rzemieślnicy, szczególnie rzeźnicy i szewcy. W 1937 roku utworzono Spółdzielnię Szewców i Cholewkarzy „Lech”.
Okres po II wojnie światowej to czas stagnacji, do czego również przyczyniła się likwidacja prywatnego handlu. Dopiero lata 60. XX wieku wniosły ożywienie gospodarcze, działały wówczas:
- Cech Rzemiosł Różnych, sięgający tradycją XVII w.
- Okręgowa Spółdzielnia Mleczarska (przejęta w latach 90. XX w. przez Okręgową Spółdzielnię Mleczarską Bidziny – działała do ok. 2007 r.).
- Spółdzielnia Szewców i Cholewkarzy „Zryw”.
- Spółdzielnia Pracy „Wumet”, wyrabiająca produkty metalowe (zamknięta w 1989 r.).
- Spółdzielnia Inwalidów „Jedność”, produkująca części motoryzacyjne i wyroby metalowe, ozdoby choinkowe, znicze nagrobkowe, okucia budowlane, regały (zamknięta w 2000 r.).
- Zakład Gospodarki Komunalnej i Mieszkaniowej (od 1995 r. Przedsiębiorstwo Gospodarki Komunalnej i Mieszkaniowej w Staszowie Spółka Gminy z o.o.).
- Kopalnia Siarki w Grzybowie, w latach 80. XX w. odbiorcami siarki było 18 krajów z całego świata, dwusiarczek węgla kupowało 14 krajów europejskich (przekształcona w latach 80. XX w. w Kopalnie i Zakłady Chemiczne Siarki „Siarkopol” w Grzybowie, następnie na początku XXI w. wykupiona przez Grupę Azoty), oddział w Grzybowie produkuje dwusiarczek węgla, oddział w pobliżu Osieka prowadzi wydobycie tamtejszej siarki.
- Spółdzielnia Remontowo-Budowlana „Budomont” (zamknięta w 2003 r.).

W latach późniejszych powstały:
- Oddział PKS (1970, Państwowa Komunikacja Samochodowa, obecnie PKS Staszów).
- Zakład Przemysłu Odzieżowego „Modar”.
- Zakład Przemysłu Odzieżowego „Vistula” (następnie „Best” i ostatecznie „Vestio” – zlikwidowany na przełomie 2008/2009 r.).
- Zakład Przemysłu Skórzanego „Asco” (zamknięty na początku lat 90. XX w.).
- Huta Szkła z siedzibą w Staszowie i Grzybowie.
- Akwen 3 Przetwórstwo Ryb.

Staszowska Izba Gospodarcza, skupiająca przedsiębiorców z powiatu staszowskiego, przyznaje co roku wyróżnienia firmom wnoszącym szczególny wkład w rozwój gospodarczy ziemi staszowskiej w postaci statuetek – Stambułek Staszowskich.

## Infrastruktura

### Transport
Przez miasto przebiegają 3 drogi wojewódzkie:
- droga wojewódzka nr 764 (Kielce – Staszów – Połaniec – Mielec)
- droga wojewódzka nr 757 (Opatów – Staszów – Stopnica)
- droga wojewódzka nr 765 (Chmielnik – Staszów – Osiek)

Przewozy autobusowe
W styczniu 1970 r. powstał w Staszowie Oddział PKS (wówczas Państwowa Komunikacja Samochodowa). PKS w Staszowie w 1990 roku rozpoczął działalność jako przedsiębiorstwo samodzielne. Od 1999 roku funkcjonował jako spółka z ograniczoną odpowiedzialnością, której właścicielem był minister Skarbu Państwa. W 2012 roku został skomunalizowany. Dworzec mieścił się początkowo na Rynku, skąd na początku lat siedemdziesiątych XX w. został przeniesiony na plac między rzeką Czarną Staszowską a ulicą K. Świerczewskiego (obecnie ul. Piłsudskiego). W 1980 r. oddano do użytku nowy dworzec autobusowy wybudowany przy dworcu kolejowym na południu miasta, przy ulicy Krakowskiej. W związku z koniecznością dzierżawy dworca od kolei, w 2009 roku zaprzestano korzystania z niego. Dworzec przeniesiono na znajdujący się w pobliżu teren dotychczasowej siedziby PKS.
Transport kolejowy

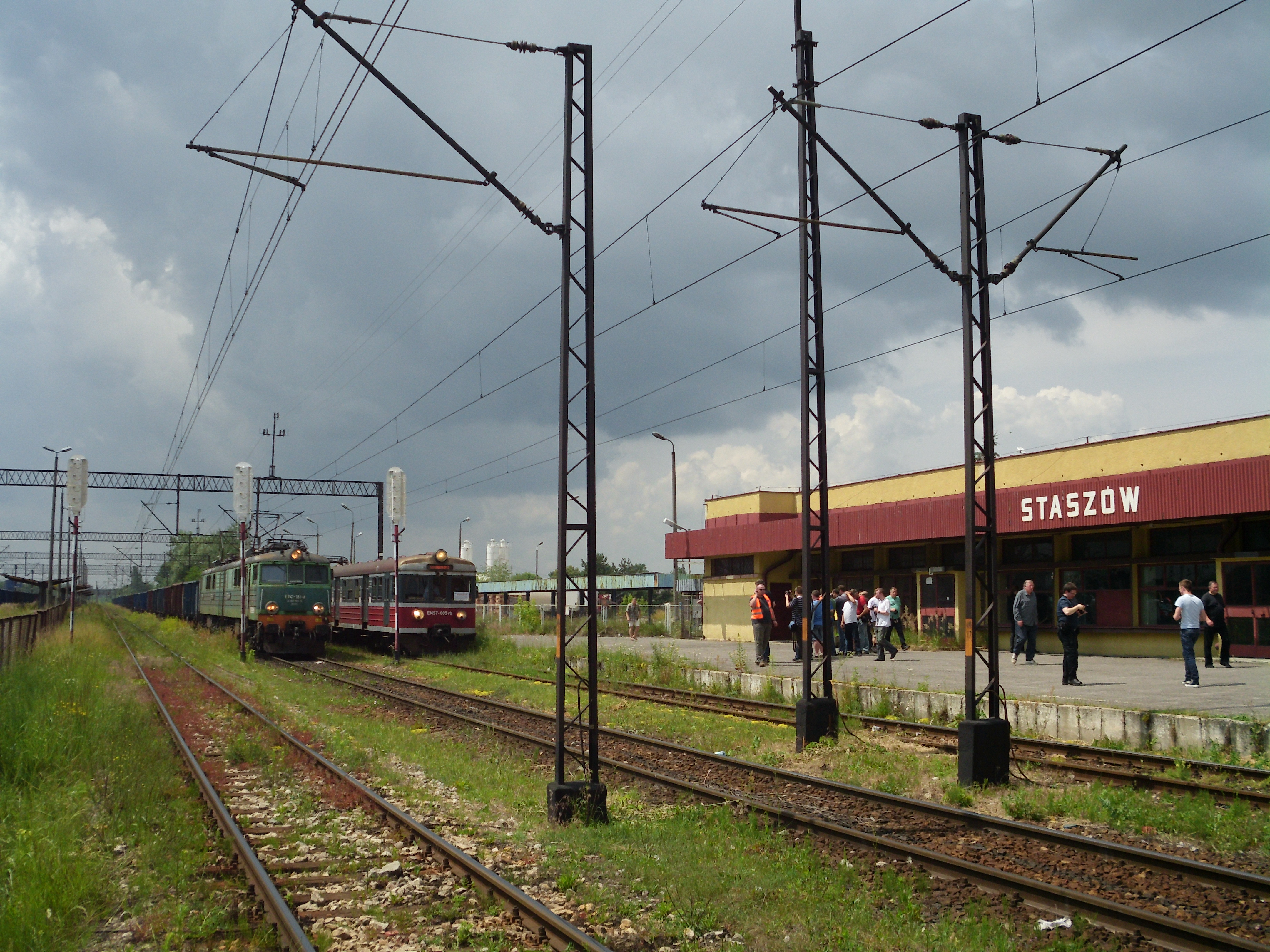
EN57 (przy peronie) na stacji Staszów (2012 r.)

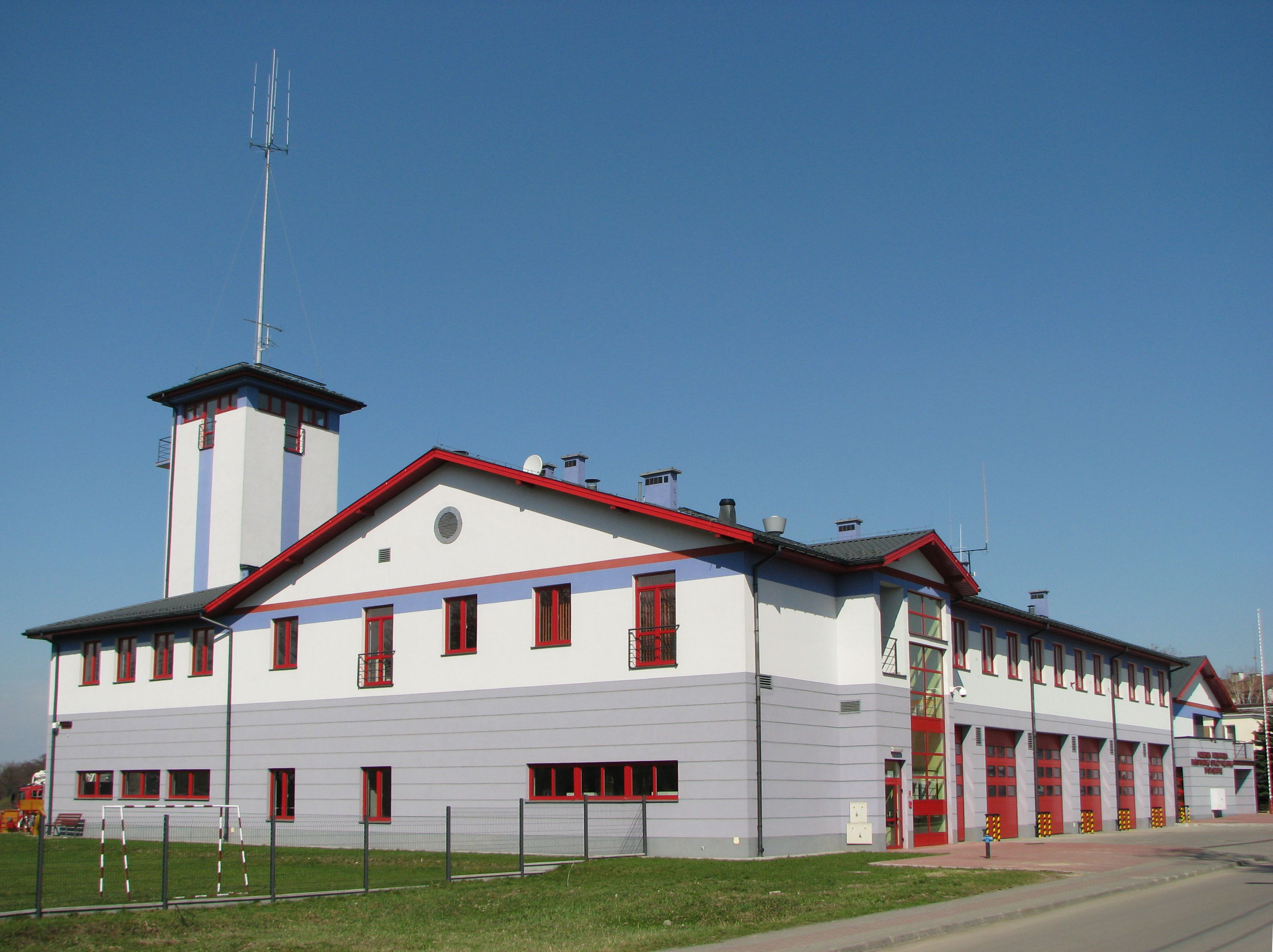
Strażnica Komendy Powiatowej Państwowej Straży Pożarnej w Staszowie

W mieście znajduje się węzeł kolejowy linii normalnotorowych (Kielce – elektrownia w Połańcu, Staszów-Chmielów obsługuje kopalnię siarki w Osieku) oraz towarowa stacja linii szerokotorowej (Linia Hutniczo-Siarkowa). Przez miasto przebiegała również linia kolejki wąskotorowej.
Lądowisko
3 października 2012 otwarto sanitarne lądowisko przy ul. 11 Listopada.
Około 20 km na południowy wschód od miasta funkcjonuje śmigłowcowe lądowisko Połaniec.

### Bezpieczeństwo
- Komenda Powiatowa Państwowej Straży Pożarnej w Staszowie – jednostka organizacyjna ochrony przeciwpożarowej wchodząca w skład administracji rządowej w powiecie staszowskim. W latach 2004–2007 wybudowano na jej potrzeby nowy budynek przy ul. Parkowej[50].
- Ochotnicza Straż Pożarna.
- Komenda Powiatowa Policji w Staszowie. W latach 2012–2013 wzniesiono nowy budynek dla KPP w Staszowie przy ul. Armii Krajowej 10.
- Powiatowy Inspektorat Nadzoru Budowlanego w Staszowie.

### Opieka zdrowotna
W Staszowie działają następujące placówki opieki zdrowotnej:
- Samodzielny Publiczny Zespół Zakładów Opieki Zdrowotnej SPZZOZ – szpital powiatowy założony w 1975 r. 5 października 2010 oddano do użytku Pracownię Tomografii Komputerowej[51].
- Terenowa Stacja Sanitarno-Epidemiologiczna.
- Miejsko-Gminny Samodzielny Publiczny Zakład Opieki Zdrowotnej w Staszowie.
- Przychodnia Rejonowa.
- Powiatowy Inspektorat Weterynarii.
- Niepubliczny Zakład Lecznictwa Ambulatoryjnego.
- Niepubliczny Zakład Opieki Zdrowotnej „Centrum Medyczne”.
- Publiczna Poradnia Psychologiczno-Pedagogiczna w Staszowie – powołana 1 lutego 1974 r. na mocy orzeczenia Inspektora Szkolnego w Staszowie jako Poradnia Wychowawczo-Zawodowa, przekształcona 28 września 1993 r. decyzją Kuratora Oświaty w Tarnobrzegu w Poradnię Psychologiczno-Pedagogiczną w Staszowie. Od 1 stycznia 1999 r. poradnię prowadzi powiat staszowski.

## Kultura

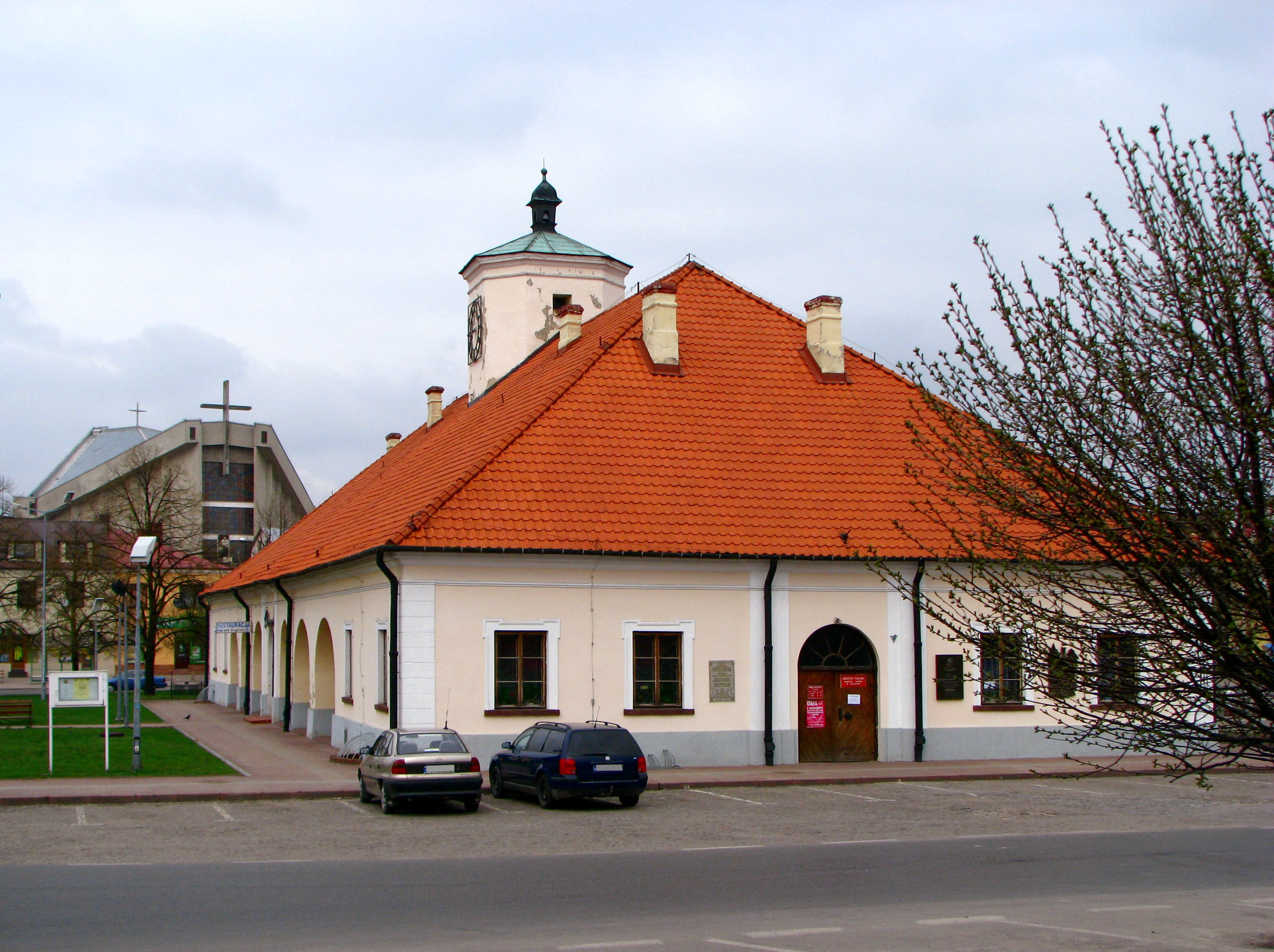
Do 2019 r. siedziba Biblioteki Miejskiej

Proboszczem staszowskim był niegdyś Jan Brożek, profesor Akademii Krakowskiej.
Placówki kultury:
- Biblioteka Pedagogiczna
- Biblioteka Publiczna z czytelnią
- Muzeum Ziemi Staszowskiej
- Społeczne Ognisko Muzyczne
- Staszowski Ośrodek Kultury
- Staszowskie Towarzystwo Kulturalne

Do 2006 r. działało również kino „Syrena”.

### Biblioteka publiczna
Biblioteka Publiczna Miasta i Gminy w Staszowie powstała 4 listopada 1906 roku. Biblioteka obejmuje zasięgiem oddziaływania miasto i gminę Staszów oraz prowadzi 5 filii wiejskich, pełni również funkcję biblioteki powiatowej. Jej siedzibą do 2019 r. był zabytkowy ratusz w centrum miasta. W 2019 r. bibliotekę przeniesiono do zmodernizowanych budynków dawnej szkoły podstawowej nr 3 przy ul. Szkolnej.

### Staszowski Ośrodek Kultury
Życie kulturalne miasta i okolic skupia się głównie wokół Staszowskiego Ośrodka Kultury, powołanego w lutym 1967 r. pod nazwą Powiatowy Dom Kultury. W 1975 r. po tym, jak Staszów przestał być miastem powiatowym, przemianowano go na Miejsko – Gminny Ośrodek Kultury, zaś w 1983 r. stał się Rejonowym Ośrodkiem Kultury, by w 1999 r. przyjąć obecną nazwę. Przy SOK funkcjonował Klub Fantastyki „GEA” założony w 1984 roku. W latach 1980–2000 działał również Klub Esperanto. Jego założyciel A. Sochacki organizował corocznie, wraz z SOK, Esperanckie Dni Staszowa, które przyciągały gości z całego świata, m.in. ze Stanów Zjednoczonych, Niemiec, Brazylii, Kanady i Włoch.
Przy Staszowskim Ośrodku Kultury działał m.in. klub Gier Fabularnych „Arcanum”, klub „Młodzi Odkrywcy” oraz sekcja Chorągiew Rycerstwa Ziemi Staszowskiej. W skład Chorągwi wchodziła drużyna walk pieszych, Bractwo Trynitarzy, drużyna artylerii, zespół werblistów i zespół tańca dawnego „Flores Terrae Stassowiensis”. Rycerze corocznie uczestniczyli w inscenizacji Bitwy pod Grunwaldem reprezentując wraz z innymi bractwami województwo świętokrzyskie.
SOK prowadzi także 3 świetlice wiejskie.

### Staszowskie Towarzystwo Kulturalne
W maju 1981 roku z inicjatywy dr med. Macieja Zarębskiego oraz Adama Bienia założone zostało Staszowskie Towarzystwo Kulturalne, które przyczyniło się m.in. do powstania Muzeum Ziemi Staszowskiej, działania Społecznej Szkoły Muzycznej oraz do zainicjowania serii wydawniczej Biblioteka Staszowska. Seria ta objęła publikacją wiele tytułów związanych z historią, życiem kulturalnym miasta i twórczością jego mieszkańców. Publikowano m.in. poezje Wiesława Kota, wspomnienia z czasów wojny i nie tylko Adama Bienia oraz utwory Jana Lechickiego.

### Muzeum Ziemi Staszowskiej
Muzeum posiada szereg stałych ekspozycji: malarstwo i rzeźba twórców staszowskich, geologia ziemi staszowskiej, rzemiosło staszowskie, dział numizmatyczny, „Jędrusie” na ziemi staszowskiej, Judaica staszowskie, starodruki. Obecnie muzeum znajduje się pod opieką Staszowskiego Ośrodka Kultury.

### Media lokalne
Telewizja
- Lokalna.TV

Radio
- Radio Staszów z siedzibą w Urzędzie Miasta i Gminy w Staszowie. Radio nadawało od 2 listopada 2009 r. do końca 2010 r.

Prasa
- Echo Dnia[52]. Oddział w Staszowie.
- Tygodnik Nadwiślański[53].

Periodyki
- „Monitor Staszowski”. Pismo samorządowe[54], wydawane przy Urzędzie Miasta i Gminy w Staszowie od 1993 r. ISSN 1232-6895.
- „Goniec Staszowski”. Pismo Społeczno-Kulturalne Ziemi Staszowskiej wydawane przez Staszowskie Towarzystwo Kulturalne od marca 1990 r.[55] ISSN 1232-6976.
- „Powiat Staszowski”. Pismo Rady i Zarządu Powiatu Staszowskiego[56]. ISSN 1641-8212.

## Edukacja
Szkoły podstawowe

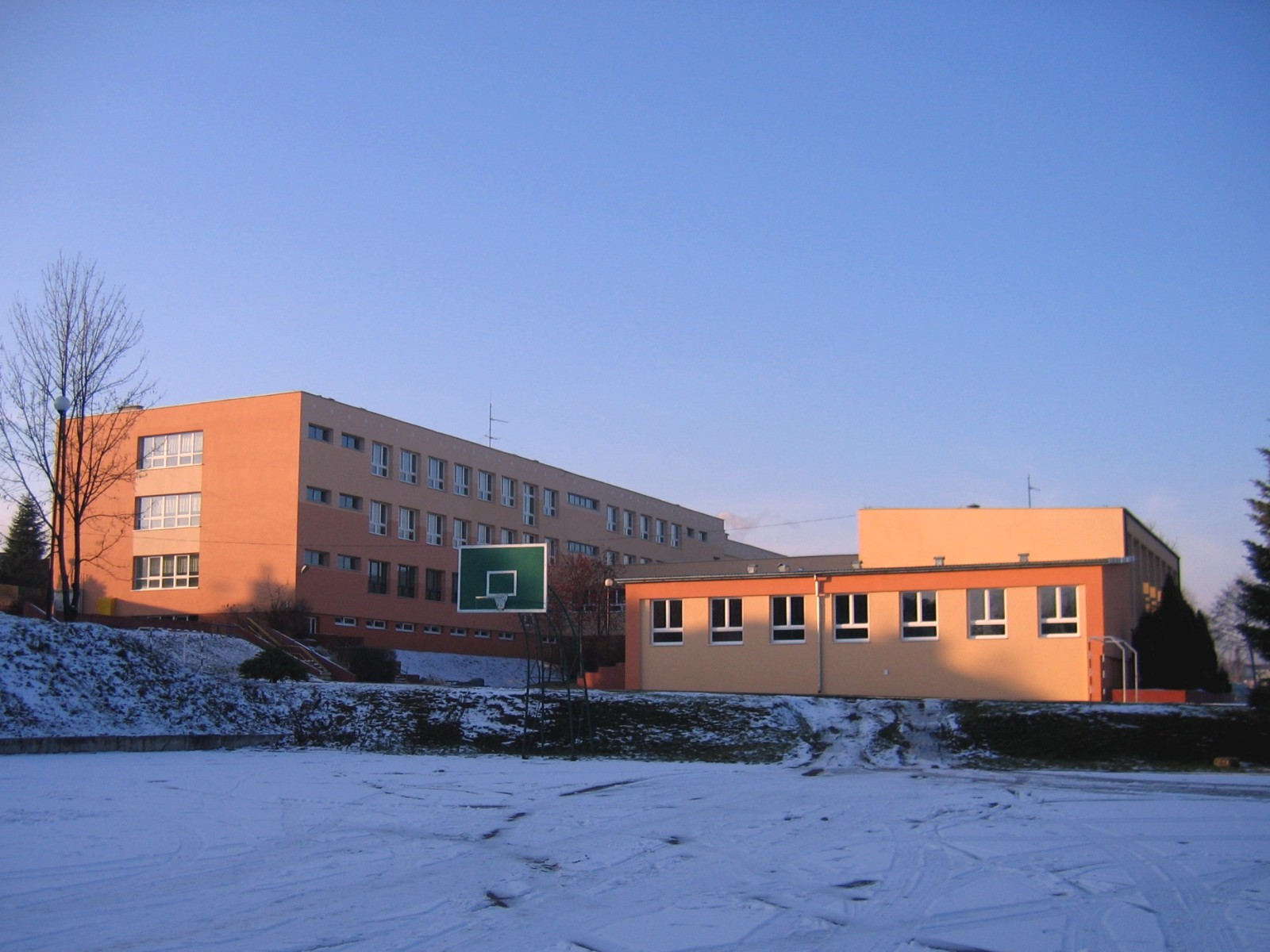
Szkoła Podstawowa nr 1

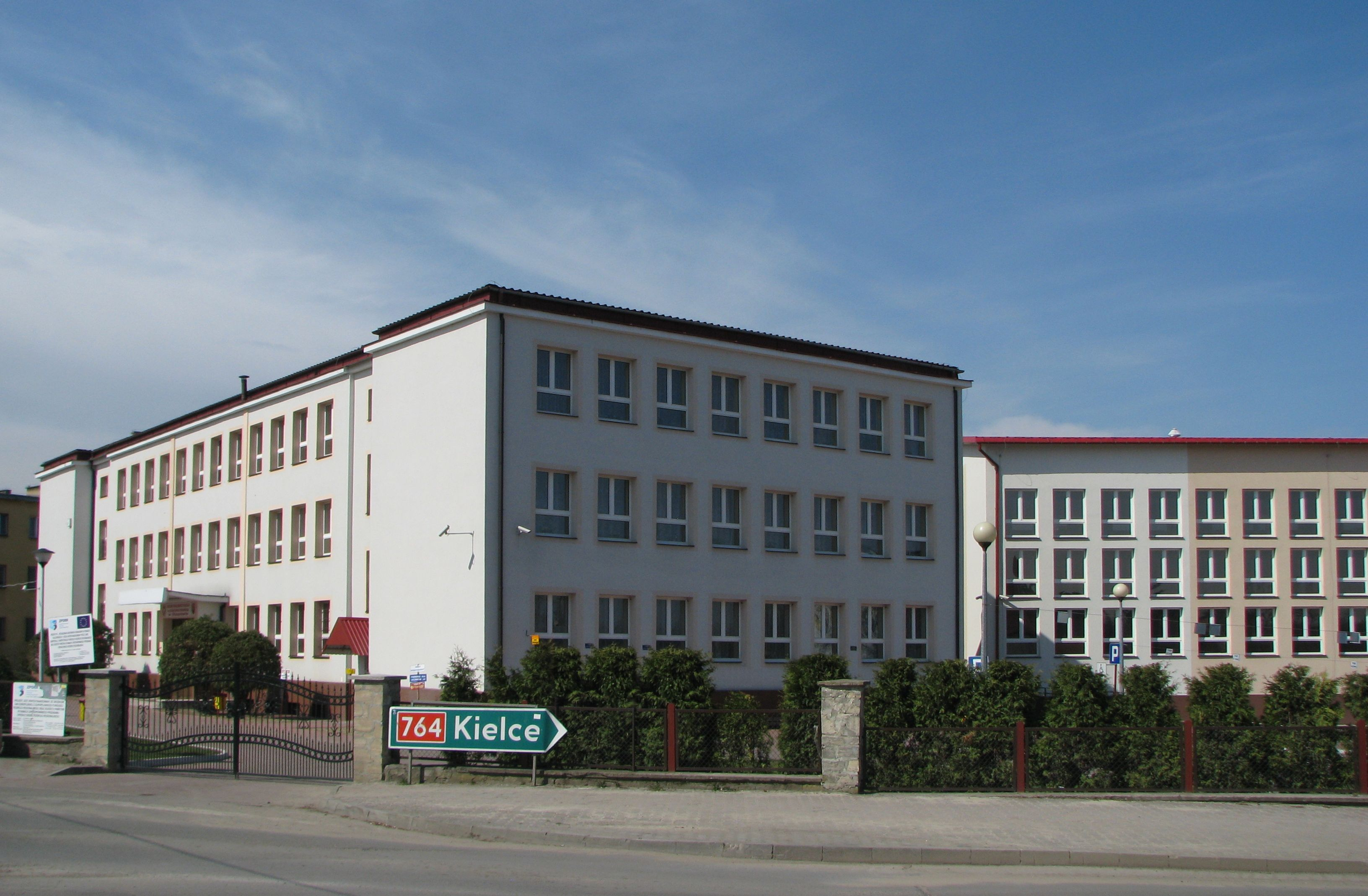
Liceum Ogólnokształcące im. ks. kardynała Stefana Wyszyńskiego

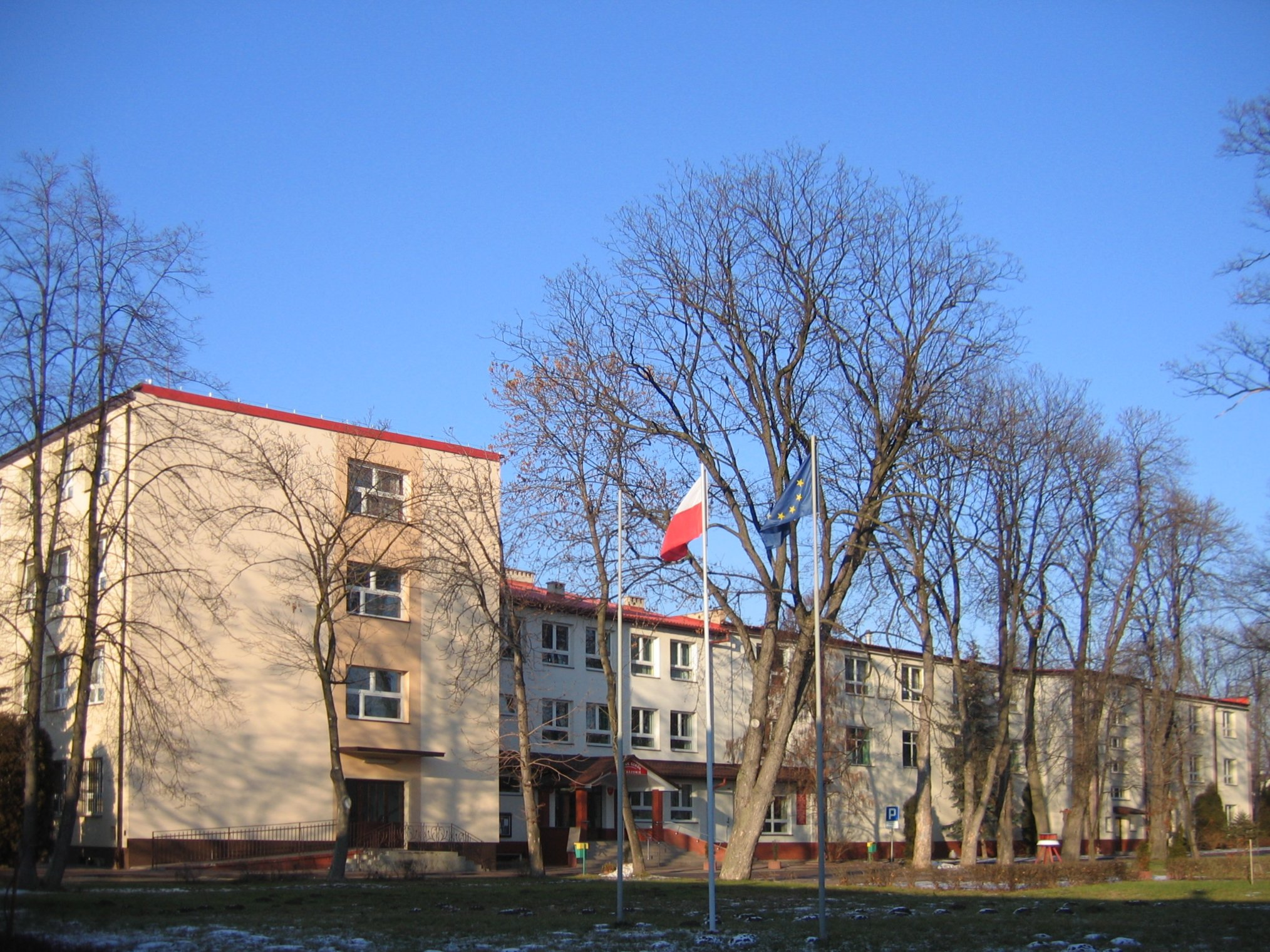
Zespół Szkół im. Stanisława Staszica

- Zespół Placówek Oświatowych – Publiczna Szkoła Podstawowa Nr 1 im. Tadeusza Kościuszki i Przedszkole w Staszowie,
- Zespół Szkół – Publiczna Szkoła Podstawowa Nr 2 im. Ignacego Jana Paderewskiego
- Publiczna Szkoła Podstawowa Nr 3 im. Hieronima Łaskiego w Staszowie.

Szkoły średnie i zawodowe
- Liceum Ogólnokształcące im. ks. kardynała Stefana Wyszyńskiego.
- Zespół Szkół Ekonomicznych im. Jana Pawła II
- Zespół Szkół im. Stanisława Staszica

Szkolnictwo wyższe
- Uniwersytet Jana Kochanowskiego w Kielcach – Zamiejscowy Ośrodek Dydaktyczny w Staszowie działa od października 2009 r. Wcześniej, od października 1992 r., funkcjonował jako zamiejscowy Wydział Zarządzania i Administracji, Ośrodek Kształcenia w Staszowie Wyższej Szkoły Pedagogicznej w Kielcach[31].

W przeszłości działał także:
- Zamiejscowy ośrodek dydaktyczny Akademii Ekonomicznej w Krakowie (dziś Uniwersytet Ekonomiczny). Zajęcia prowadzone były od października 2004 r.[31]

## Sport i rekreacja

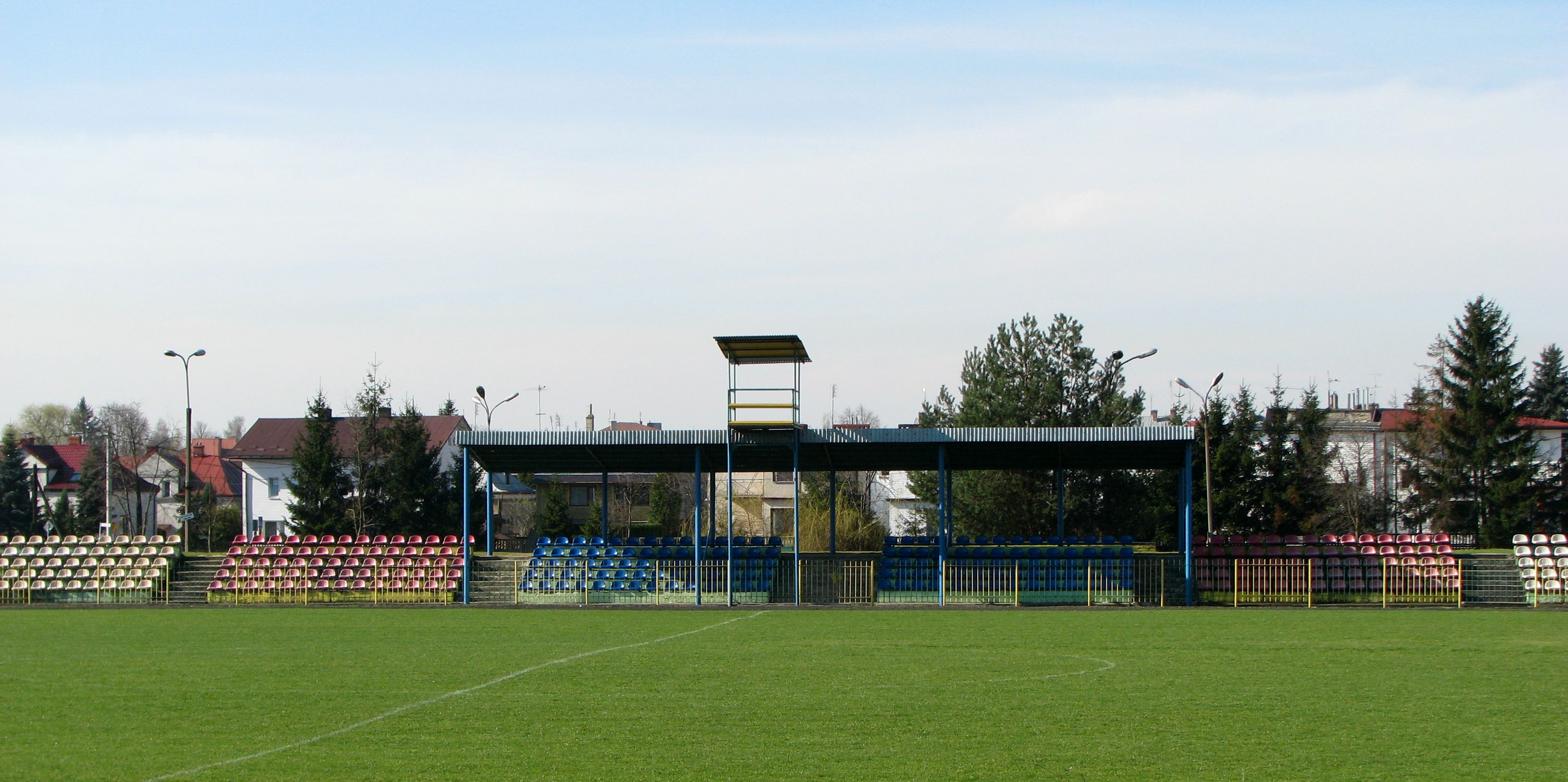
Stadion piłkarski Pogoni

Przez miasto przechodzi  zielony szlak turystyczny z Chańczy do Pielaszowa.
Otaczające miasto lasy można przemierzać na rowerach lub wędrować w sezonie w poszukiwaniu grzybów.
Jedno z jezior w Lasach Golejowskich – Duży Staw, położone 4 km od centrum i 1 km od drogi wojewódzkiej nr 765, posiada bazę wypoczynkową w postaci otwartych basenów, wypożyczalni sprzętu wodnego, punktów gastronomicznych i miejsc noclegowych.
Rekreacja
- Klub Sportowy KORAB OSiR Staszów (III liga piłki ręcznej mężczyzn),
- Klub Sportowy Olimpia Pogoń Staszów (IV liga piłki nożnej mężczyzn),
- Klub Strzelecki Niedźwiadek,
- Koło Łowieckie,
- Polski Związek Wędkarski Koło nr 7,
- Klub Karate Kyokushin,
- Stadion sportowy (2 boiska z murawą do piłki nożnej, boisko do piłki siatkowej),
- Powiatowe Centrum Sportu (pełnowymiarowa hala sportowa z widownią ze stałymi miejscami do siedzenia – 310 miejsc, kryta pływalnia z widownią ze stałymi miejscami do siedzenia – 287 miejsc).

## Wspólnoty religijne
Na przestrzeni wieków tereny te zamieszkiwali wyznawcy różnych religii, oprócz katolików – bracia polscy (arianie), kalwini, grekokatolicy, prawosławni, Żydzi. Budowali kościoły, zbory, kaplice i synagogi.

### Kościół katolicki

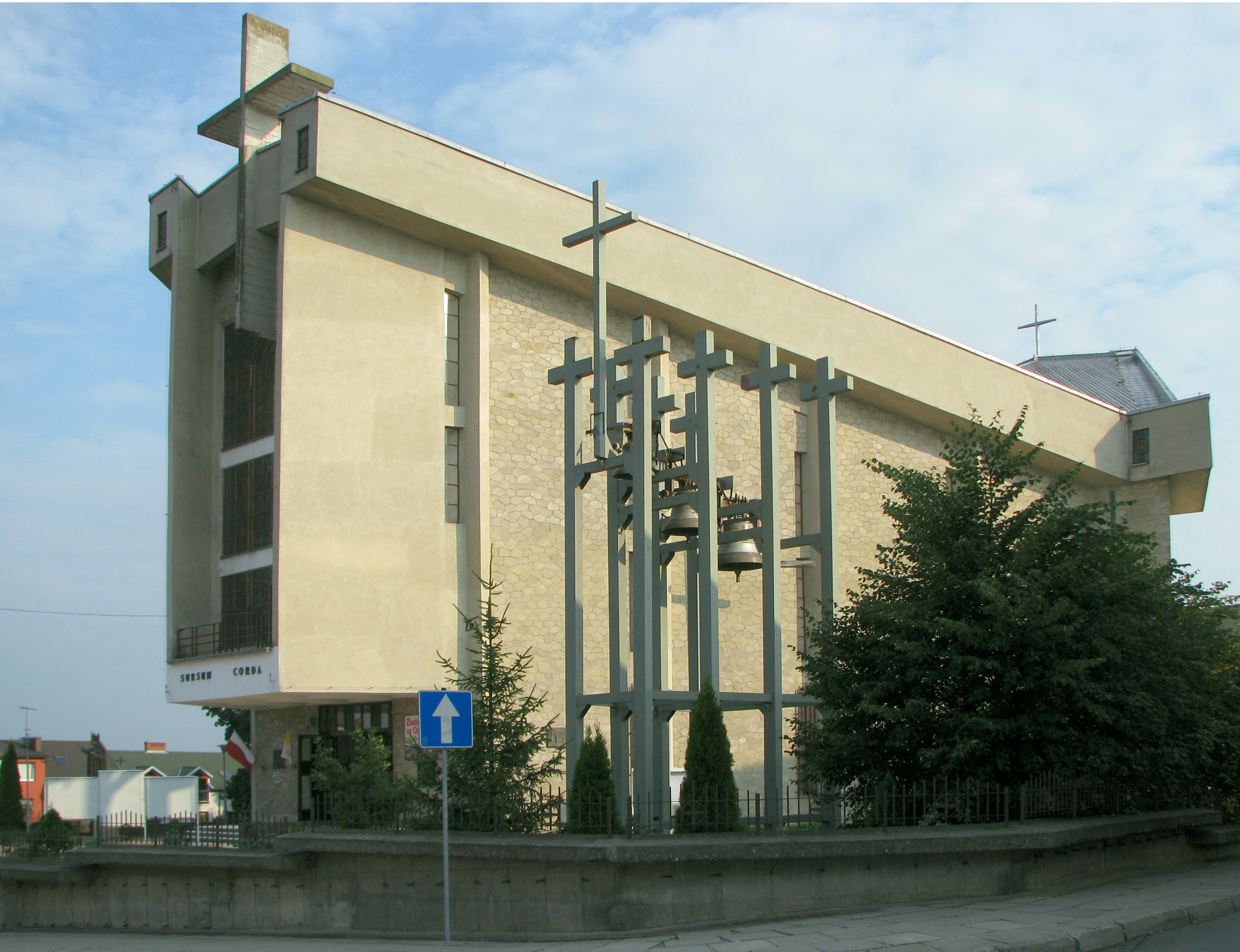
Kościół pw. Ducha Świętego

W Staszowie dominuje religia rzymskokatolicka obrządku łacińskiego, funkcjonują dwie parafie – parafia św. Bartłomieja, na terenie której znajdują się dwa kościoły: kościół parafialny pw. św. Bartłomieja i kościół pw. Ducha Świętego oraz parafia św. Barbary z kościołem parafialnym pw. św. Barbary.

### Gmina żydowska

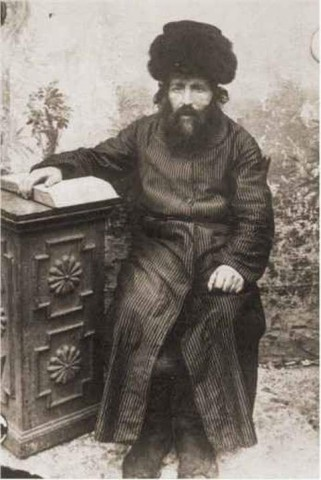
Yisrol (Szyldewer, chasyd i kaznodzieja), początek XX w.

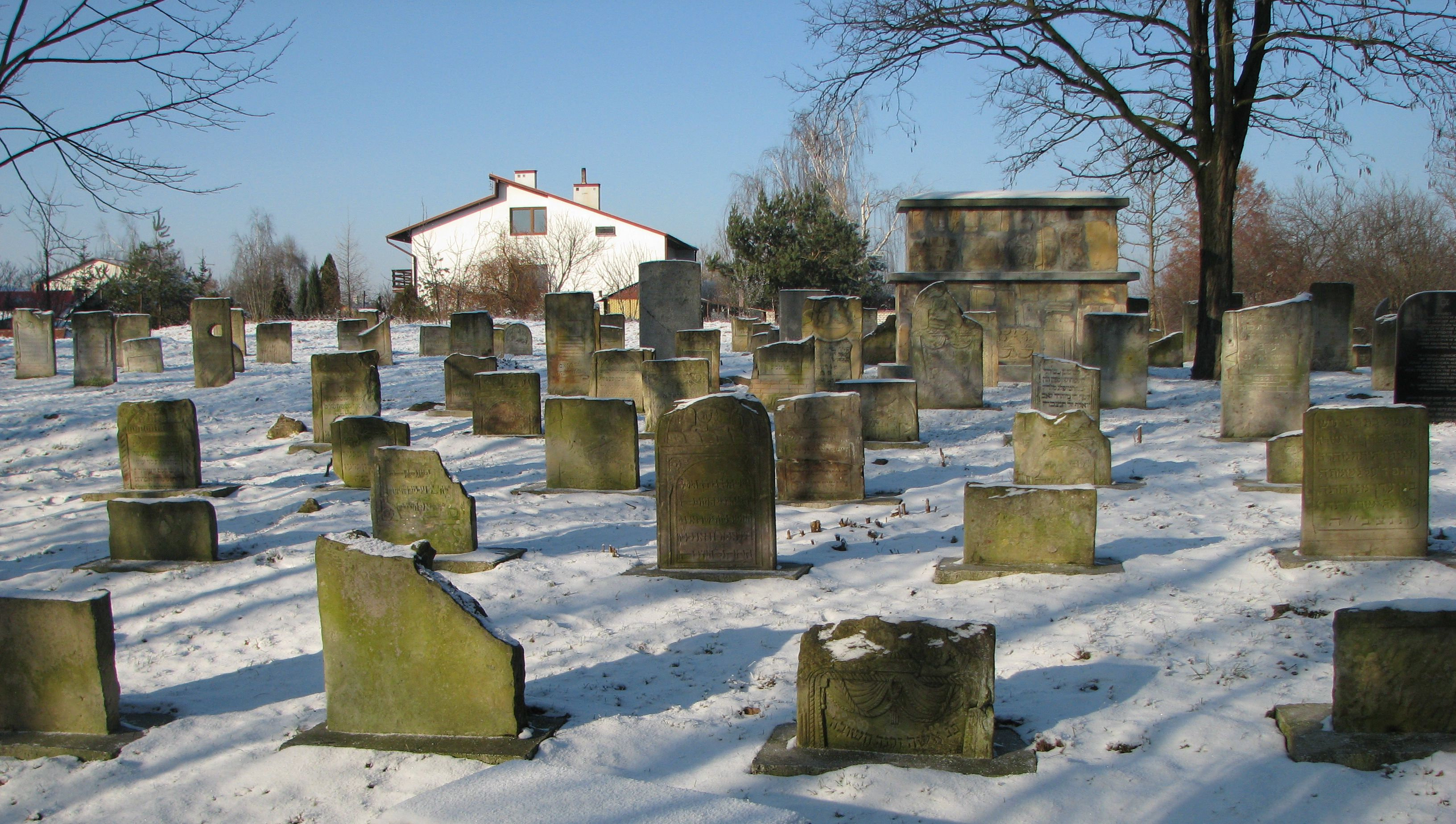
Cmentarz żydowski po odnowieniu

Osadnictwo żydowskie na terenie Staszowa rozpoczęło się w drugiej połowie XVI w., jeszcze za czasów Hieronima Łaskiego. W 1610 r. Żydzi zostali zmuszeni do opuszczenia miasta za domniemany udział w mordzie rytualnym. Zgodę na ponowne osiedlenie się otrzymali w 1690 od Stanisława Łukasza Opalińskiego. W 1718 r. od Elżbiety Sieniawskiej dostali pozwolenie na wybudowanie bożnicy i założenie cmentarza oraz przywilej gwarantujący wolność zamieszkania. W 1772 r. Książę August Aleksander Czartoryski na prośbę Żydów potwierdził na piśmie ich przywileje.
W 1809 r., na mocy prawa ustanowionego przez rząd Księstwa Warszawskiego, Żydzi mieli mieszkać w wydzielonej dzielnicy miasta. Izabela Lubomirska przeznaczyła dla nich w Staszowie obszar między ul. Długą a rzeką Czarną.
W 1822 r. gmina żydowska w Staszowie została zlikwidowana. W 1846 r. ówczesny właściciel Staszowa Adam Potocki założył folwark w swoich dobrach w Adamówce, do którego przeprowadziło się 10 rodzin żydowskich, aby pracować na roli. Po kilku latach, w 1852 r., zaniedbany folwark został zamknięty a Żydzi wrócili do miasta. Od 1857 r. w mieście ponownie utrzymywany był rabin.
Synagoga funkcjonowała od pierwszej połowy XIX w. Znajdowała się przy ul. Piłsudskiego (dawniej Boźnicznej, później Świerczewskiego) i wybudowana została z funduszy żydowskich mieszkańców Staszowa. Na początku XX w. gmina żydowska nadal utrzymywała synagogę i rabina, a także dom nauki dla młodzieży żydowskiej (bet midrasz, pełniący równocześnie funkcje domu modlitwy) oraz 5 chederów.
Podczas II wojny światowej, 15 czerwca 1942 r., Niemcy utworzyli w Staszowie getto żydowskie, które zlokalizowano w rejonie ulic: Złotej, Piłsudskiego (dawniej Świerczewskiego), Gęsiej, Armii Krajowej (dawniej Stodolna). W sierpniu 1942 r. na polecenie niemieckich okupantów utworzono w synagodze warsztaty krawieckie, w których szyto na potrzeby armii niemieckiej. W dniu 8 listopada 1942 r. doszło do zagłady gminy żydowskiej. Staszowscy Żydzi (ok. 5–6 tys.) zostali wyprowadzeni z miasta i wywiezieni do Treblinki. Tych, co nie mogli lub nie chcieli iść, zabijano na miejscu.
W 1952 r. rozebrano ruiny niszczejącego budynku dawnej synagogi. W jej miejscu wybudowano nowy budynek o świeckim przeznaczeniu, który przez szereg lat był siedzibą lokalnej jednostki PZPR. W kwietniu 1998 r. odsłonięto tablicę upamiętniającą staszowską synagogę, wmurowaną w ścianę budynku stojącego w jej miejscu.
Stary cmentarz żydowski w Staszowie znajdował się przy ul. Piłsudskiego, w pobliżu synagogi. Nie zachował się do obecnych czasów. W 1819 r. komisarz sandomierski wydał polecenie przeniesienia cmentarza za miasto. Nowy cmentarz założono przy ul. Tadeusza Kościuszki, na wzgórzu kupionym przez gminę żydowską. Zajmuje powierzchnię 1,4 ha. Pierwsze pochówki na nowym cmentarzu miały miejsce w 1825 r. Po zagładzie gminy żydowskiej podczas II wojny światowej cmentarz podupadł. Został zdewastowany w czasie wojny (macew użyto m.in. do utwardzania dróg) i tuż po niej. Cmentarz uporządkowano i oznaczono w latach 90. XX w.

### Zbór braci polskich
Zbór braci polskich wybudował w ok. 1580 r. Olbracht Łaski, syn Hieronima Łaskiego. Drewniana świątynia stanęła na szczycie wzniesienia na północ od rynku, w kwadracie tworzonym przez dzisiejsze ulice: Opatowską, Wschodnią, Ogrodową i Partyzantów. Pod nieobecność Łaskiego miastem zarządzał Andrzej Ciołek i jego syn Stanisław. Za ich zgodą, w przypływie kontrreformacji, w 1596 r. zbór przekształcono w kościół katolicki pw. Ducha Świętego. Po konsekrowaniu kościoła większość braci polskich wyprowadziła się ze Staszowa. W 1689 r. budynek spłonął. Zbór w Staszowie i Rakowie wykonane zostały według tego samego projektu. Obecnie w miejscu zboru stoi nowy, murowany kościół pw. Ducha Świętego.

### Cerkiew prawosławna

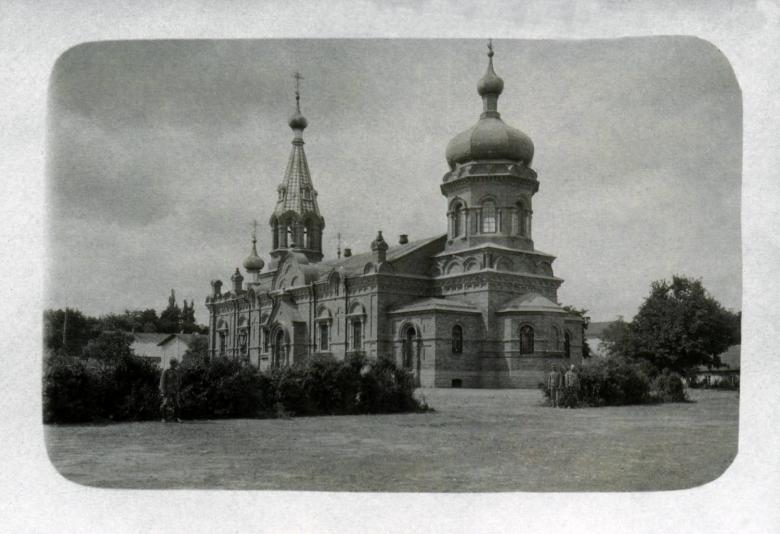
Cerkiew w Staszowie w 1916 r.

W 1904 r. wybudowano w Staszowie cerkiew prawosławną św. Jerzego, przeznaczoną na potrzeby 40. Małorosyjskiego Pułku Dragonów. Świątynia mogła pomieścić jednorazowo tysiąc osób. Po wyjeździe wojsk rosyjskich z miasta i odzyskaniu przez Polskę niepodległości dokonano przebudowy budynku, usuwając z niego cebulaste kopuły. W budynku do 1939 r. mieścił się teatr, potem od 1945 r. – kino. Po wojnie odbywały się w nim imprezy kulturalne i akademie. W latach 70. XX wieku budynek uległ zniszczeniu w pożarze i został całkowicie rozebrany. W 1971 r. w miejscu dawnej cerkwi wybudowano nowoczesne wówczas kino.
Wcześniej, ok. 1886 r. dom modlitwy ludności prawosławnej mieścił się w domu z podcieniami na rogu rynku i ulicy Kościelnej.

### Świadkowie Jehowy
Na terenie miasta działalność kaznodziejską prowadzą dwa zbory Świadków Jehowy: Staszów-Północ i Staszów-Zachód, korzystające z Sali Królestwa przy ul. Józefa Piłsudskiego 44.

## Administracja

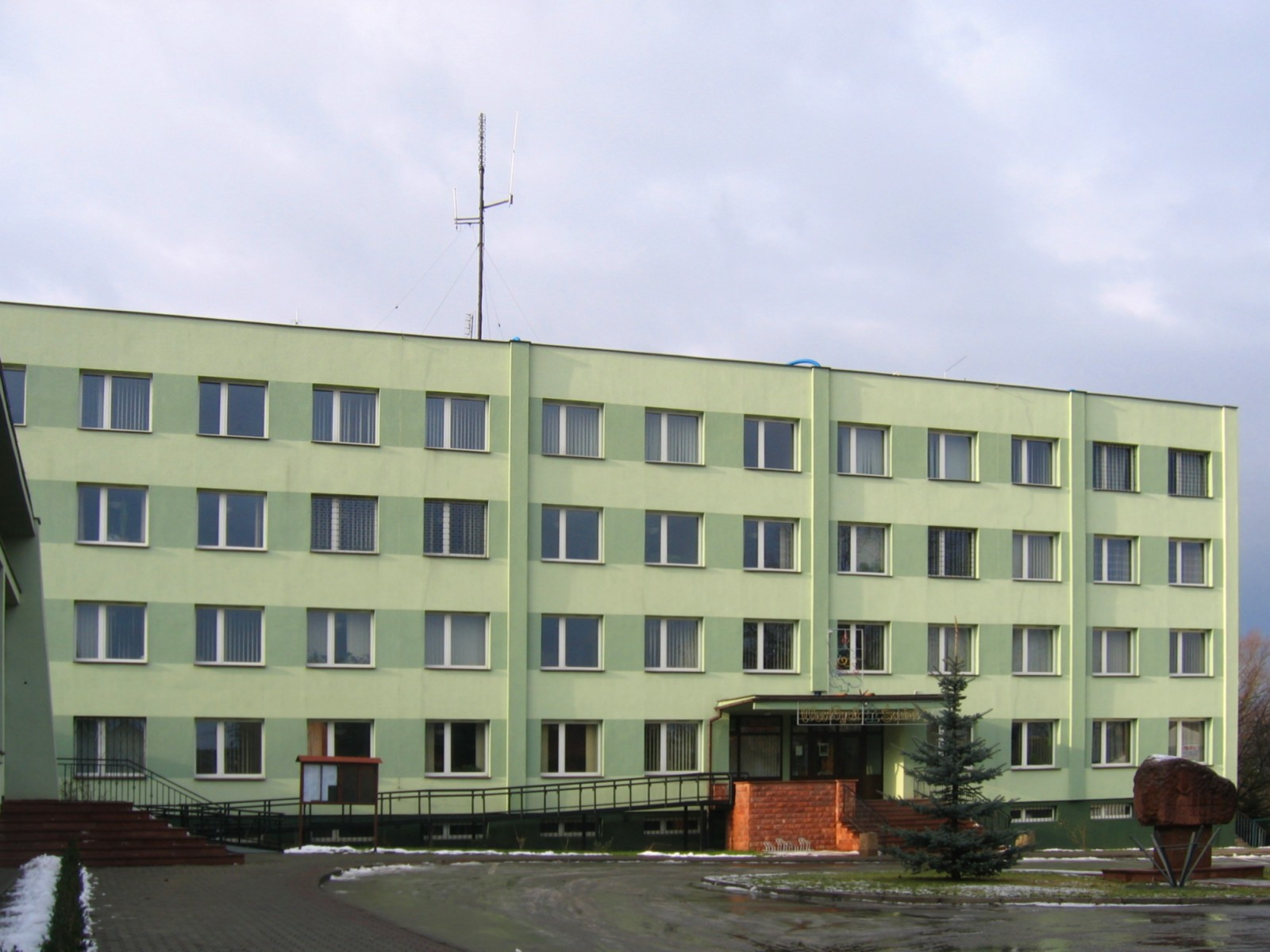
Siedziba Urzędu Gminy i Miasta

Miasto stanowi centrum administracyjne powiatu staszowskiego – mieszczą się w nim m.in. starostwo powiatowe, sąd rejonowy, prokuratura rejonowa, Komenda Powiatowa Policji i Komenda Powiatowa Państwowej Straży Pożarnej oraz władze gminy miejsko-wiejskiej – Urząd Gminy i Miasta Staszów.

### Burmistrzowie

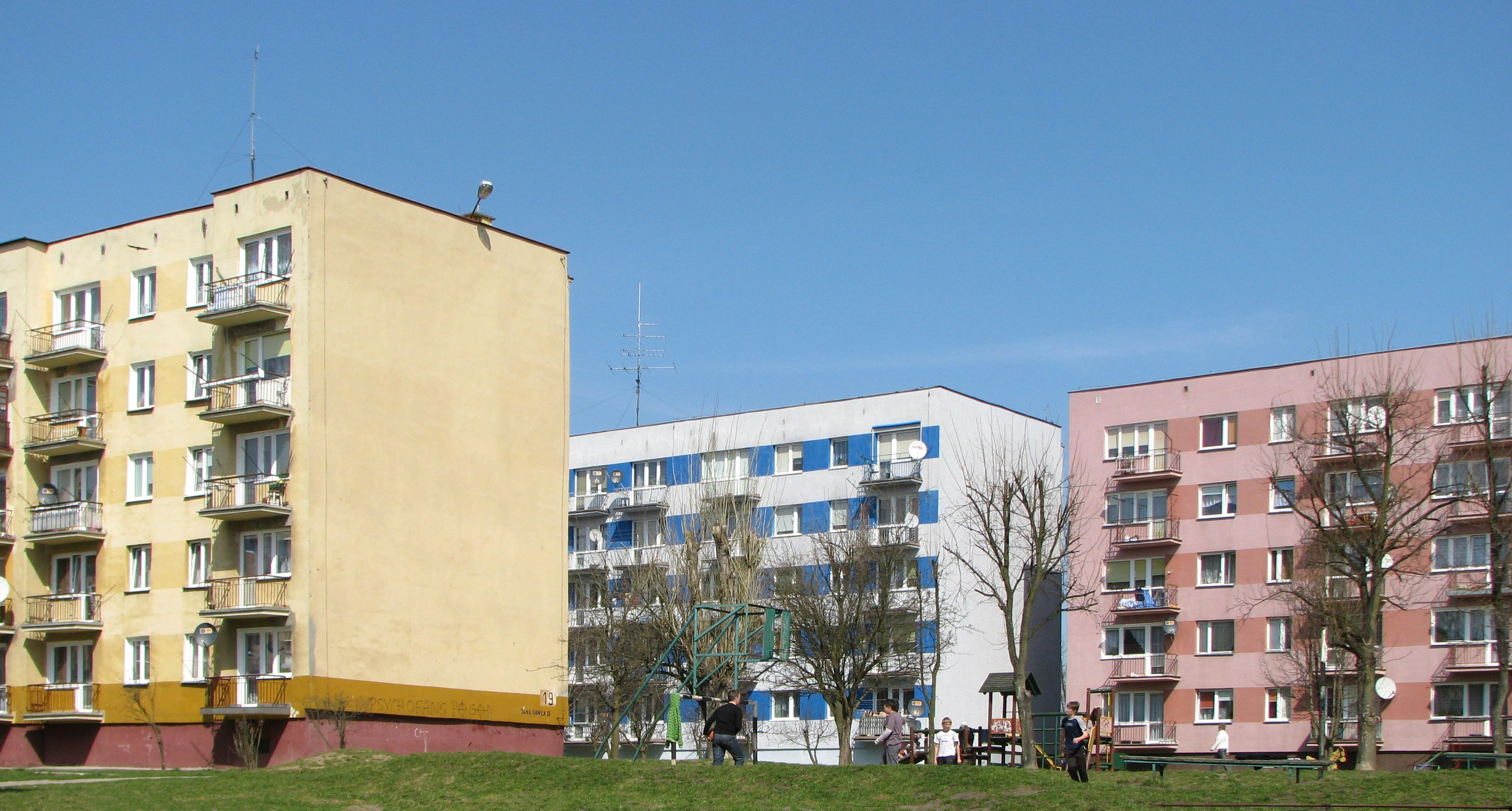
Bloki na osiedlu nr 1 Północ

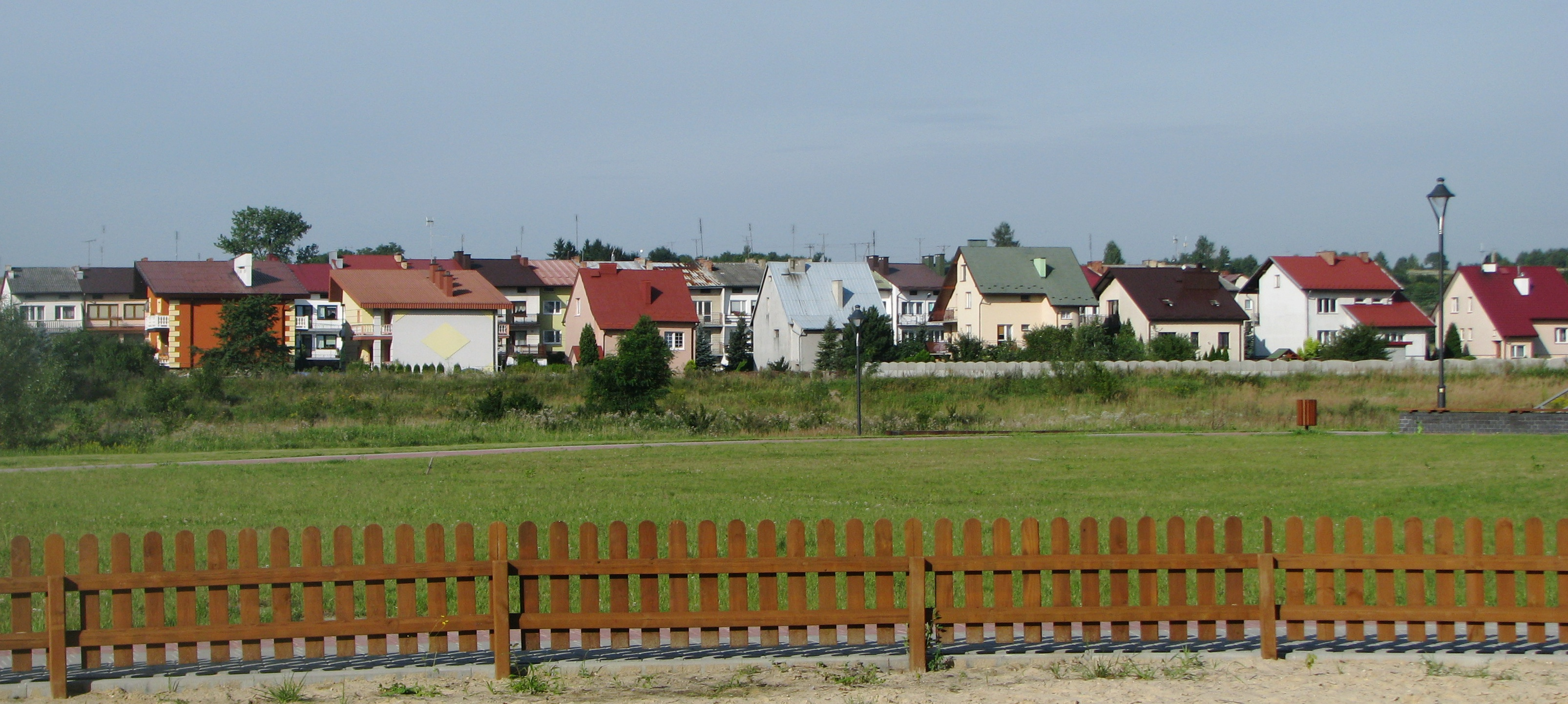
Osiedle nr 6 Oględowska

| Imię i nazwisko    | Objął urząd       | Złożył urząd     | Uwagi                                                                 |
| ------------------ | ----------------- | ---------------- | --------------------------------------------------------------------- |
| Henryk Albera      | czerwiec 1990     | czerwiec 1994    | Pierwszy burmistrz po przywróceniu samorządu terytorialnego w 1990 r. |
| Henryk Albera      | czerwiec 1994     | październik 1998 |                                                                       |
| Henryk Albera      | listopad 1998     | październik 2002 |                                                                       |
| Romuald Garczewski | 19 listopada 2002 | 4 grudnia 2006   | Pierwsze wybory bezpośrednie burmistrza miasta.                       |
| Andrzej Iskra      | 4 grudnia 2006    | 10 grudnia 2010  |                                                                       |
| Romuald Garczewski | 10 grudnia 2010   | 8 grudnia 2014   |                                                                       |
| Leszek Kopeć       | 8 grudnia 2014    |                  |                                                                       |

### Podział administracyjny miasta
Zgodnie ze statutem miasta i gminy Staszów, w mieście wyróżnia się 6 pomocniczych jednostek administracyjnych – osiedli:
- Osiedle nr 1 „Północ”,
- Osiedle nr 2 „Ogrody”,
- Osiedle nr 3 „Stare Miasto”,
- Osiedle nr 4 „Staszówek”,
- Osiedle nr 5 „Wschód”,
- Osiedle nr 6 „Oględowska”.

Z kolei zgodnie z systemem TERYT wyróżnia się 10 części integralnych miasta Staszów: Adamówka, Golejów, Łazienki, Maleniec, Piekło, Pipała, Pluskawa, Pocieszka, Radzików, Staszówek.